# لحظات حرجة (مسلسل)

دكتور عمرو ودكتورة يمني - لقطة من الحلقة الأولي

لحظات حرجة مسلسل مصري اجتماعي يتناول العلاقات الإنسانية بين المرضى والأطباء وما يحدث في عالم المستشفيات من مشاكل وعلاقات يومية عابرة من خلال اللحظات الحرجة ما بين الموت والحياة والتي يعيشها كلاً من المريض وأهله، مسلسل لحظات حرجة أخرج أول موسم له المخرج شريف عرفة مع العديد من النجوم والمؤلفين والمخرجين الشباب في عام 2007 والعرض الأول له كان في 5 فبراير 2007 علي تلفزيون دبي وكان يعرض بواقع حلقتين كل أسبوع كل أثنين وثلاثاء في التاسعة والنصف مساءً بتوقيت السعودية علي تلفزيون دبي.
ويعد لحظات حرجة تجربة جديدة علي الدراما التلفزيونية العربية من حيث تقنية التصوير وطريقة الإخراج والتأليف من خلال ورش العمل وكذلك الإنتاج الباهظ وعرضه أسبوعياً وليس يومياً كما هو معتاد في الوطن العربي.
عرض في يوم 4 فبراير 2007 علي تلفزيون دبي حلقة خاصة عن كواليس العمل للتعريف بشخصياته وطريقة تصويره ومراحل إنتاجه وأخرج هذه الحلقة الخاصة المخرج محمد مراد

## الجزء الأول إنتاج 2007

### القصة
تدور أحداث المسلسل في خطين أساسين أولهما قصص الأطباء والعاملين بالمستشفى علي خلفية مجهولة للمشاهد عن ماضيهم والخط الآخر للحالات المرضية التي تنتقل للمستشفى وعلاقات المرضي بأسرهم وحكاياتهم الشخصية وظروفهم المعيشية وقد يتفاعل هذان الخطان مع بعضهما.
فمستشفى الدكتور جلال تقع بوسط المدينة وينتقل لها كثير من الحالات الطارئة التي لا يكل الأطباء من مساعدتهم ومدواتهم واجراء اللازم لإنقاذ حياتهم، فأغلب أطباء المستشفى من الأطباء صغار السن كانوا تلاميذ الدكتور جلال وتعلموا الطب بين يديه ولذا يثق فيهم ويعاملهم كأسرته.
ولكن لاختلاف ظروف الأطباء وشخصياتهم تتوالي الأحداث الدرامية، فالدكتور رامي يهوي العزف علي العود ولكنه يعاني من مشاكل في زواجه تضطره للطلاق ويتعرف علي مريضة هي مريم ويحبها ويقترب منها ولكنه في نفس الوقت تظهر الفتاة التي أحبها في الجامعة وهي بسمة ويشعر بحنين نحوها ويحتار إيهما يختار وبالفعل ينجرف في علاقة مع بسمة ويتزوجها لكنهما يطلقا سريعا وسريعا أيضا يطلب الزواج من مريم ولكنها تتخلي عنه بعدما تعلم أنه كان متزوج من بسمة وأنها حامل في طفل من صلبه.
بينما صديقه المقرب دكتور خالد يعاني من مشاكل علي أثر الطفولة القاسية التي عاشها وقسوة أبيه المفرطة عليه وأيضا حبه الشديد لزميلته الدكتورة يمنى ولكنه لا تأتيه الشجاعة أن يصارحها، وفي منتصف الرحلة يصبح الطبيب مريض ويصاب دكتور خالد بورم في المخ ويجري له أصدقاءه عملية لاستئصاله وتنجح العملية ويرجع لممارسة الطب من جديد بعد فترة نقاهة طويلة يراجع فيها حساباته حول حقيقة حبه ليمنى.

### الإنتاج
- أستمر الإعداد لمسلسل لحظات حرجة أكثر من عام من بداية عام 2006 حتي بداية التصوير في منتصفه والذي أستمر قرابة الثمانية أشهر.
- شاركت أكثر من جهة في إنتاج مسلسل لحظات حرجة أهمها شركة بارتنر برو لصاحبها المخرج شريف عرفة وشركة أماراتية هي أوت لوك انترتينمنت

### التأليف
يتكون فريق التأليف من ثلاثة مؤلفين دراما هم أحمد الناصر (يشرف علي فريق الكتابة) ومحمود البزاوي وتغريد العصفوري ويتكون الفريق أيضاً من طبيبين لمحاكاة التشخيص الطبي والحالات الصحية للمرضي في الواقع وهما د.تامر إبراهيم ود.أحمد حسيب

### الإخراج
يعتير لحظات حرجة أول مسلسل تلفزيوني مصري يشترك أكثر من مخرج في إخراج حلقاته، ويتميز فريق الإخراج بأنه كله مكوَن من مخرجي سينما علي رأسهم منتج العمل شريف عرفة ومخرجة تخرج للمرة الأولي هي مريم أبو عوف.
في بعض الحلقات اشترك أكثر من مخرج في إخراج الحلقة علي حد أقصي مخرجان للحلقة، وتولت مريم أبو عوف وأحمد صالح إخراج أكثر الحلقات.
اتبع المخرجون التكنيك السينمائي في تصوير الحلقات بكامير واحدة (فردي) مع المناظر العريضة التي تتسع لإظهار عدد كبير من الأشخاص والحركة علي عكس ما هو متبع في الإخراج التلفزيوني المعتاد في مصر والعالم العربي عدا في بعض الأعمال القليلة مثل مسلسل ملح الأرض للمخرج السينمائي خيري بشارة والفنان محمد صبحي

#### فريق الإخراج
| - أحمد صالح - 18 حلقة منهم 5 منفردا و8 حلقات مع مريم أبو عوف - مريم أبو عوف - 14 حلقة منهم 3 منفردة و8 حلقات مع أحمد صالح - شريف عرفة - أول 6 حلقات في بداية المسلسل منفردا - عمرو عرفة - آخر 3 حلقات في نهاية المسلسل مع أحمد صالح | - مروان حامد - حلقتان إحداهما مع مريم أبو عوف والأخرى مع أحمد صالح - أحمد مكي - حلقتان مع مريم أبو عوف - علي إدريس - حلقة واحدة منفردا - أحمد ماهر - حلقة واحدة منفردا |

### الشخصيات الرئيسية
| الشخصية   | الممثل        | الدور          |  | الشخصية | الممثل           | الدور               |
| --------- | ------------- | -------------- |  | ------- | ---------------- | ------------------- |
| رامي      | عمرو واكد     | طبيب           |  | خالد    | محمود عبد المغني | طبيب                |
| عمرو      | أمير كرارة    | طبيب           |  | يمنى    | بشرى             | طبيب                |
| إبراهيم   | عمار شلق      | طبيب لبناني    |  | تامر    | نضال الشافعي     | طبيب                |
| فاطيما    | راندا البحيري | طبية أمتياز    |  | عزيزة   | صفاء الطوخي      | كبيرة الممرضات      |
| جلال      | يوسف فوزي     | مدير المستشفى  |  | ماجدة   | سوسن بدر         | نائبة مدير المستشفى |
| محمد حسين | أحمد راتب     | موظف الأستقبال |  | حنان    | صفاء جلال        | موظفة الأستقبال     |

#### أطباء تحت التمرين
- عبد الناصر أبو بكر: سعيد
- علا رشدي: منيرة
- علي ناصر: أحمد

### ضيوف الحلقات
شارك في مسلسل لحظات حرجة حشد كبير من نجوم السينما والتلفزيون وظهر بعضهم بشخصيته الحقيقية، كذلك شهد عودة الكثير من الفنانين للوقوف أمام الكاميرات من جديد، وشارك في لحظات حرجة عدد كبير من الممثلين الثانويين والكومبارس ليعد أكبر عدد من الممثلين اجتمع في عمل فني مصري واحد علي مدار حلقاته، ومن أهم هؤلاء الفنانين:
| الشخصية       | الممثل           | الدور               | الحلقات      |  | الشخصية       | الممثل          | الدور                 | الحلقات      |
| ------------- | ---------------- | ------------------- | ------------ |  | ------------- | --------------- | --------------------- | ------------ |
| مريم منصور    | هيدي كرم         | عازفة               | (13 حلقة)    |  | معتز          | هشام سليم       | طبيب                  | (13 حلقة)    |
| ليلي          | إنجي المقدم      | طبيبة               | (12 حلقة)    |  | أم محمد حسنين | ثريا إبراهيم    | مريضة                 | (10 حلقات)   |
| طارق          | آسر ياسين        | مهندس مدني          | (9 حلقات)    |  | مرسي          | سعيد الصالح     | زوج عزيزة             | (7 حلقات)    |
| عفاف          | زيزي البدراوي    | والدة عمرو          | (7 حلقات)    |  | سليمان        | لطفي لبيب       | والد خالد             | (7 حلقات)    |
| عبد الودود    | محمد شومان       | صديق محمد حسين      | (6 حلقات)    |  | بسمة          | رشا مهدي        | زميلة دراسة لرامي     | (6 حلقات)    |
| نبيل صبحي     | محمود البزاوي    | صحفي                | (4 حلقات)    |  | فؤاد عز الدين | عزت أبو عوف     | طبيب                  | (4 حلقات)    |
|               | سعيد طرابيك      | والد فاطيما         | (4 حلقات)    |  | سارة          | يسرا            | سارة أخت المريضة منال | (4 حلقات)    |
| منصور         | تامر هجرس        | زوج المريضة منال    | (4 حلقات)    |  | منال          | حسناء سيف الدين | المريضة منال          | (4 حلقات)    |
| عادل          | يوسف عثمان       | أبن المريضة منال    | (4 حلقات)    |  | هاني          | نهاد نور        | أبن المريضة منال      | (4 حلقات)    |
| عبد الظاهر    | جمال إسماعيل     | موظف بمصنع سارة     | (4 حلقات)    |  |               | خليل مرسي       | أخو زوج سارة          | (4 حلقات)    |
| سلمي          | ياسمين النجار    | زوجة رامي           | (4 حلقات)    |  | حسين          | طارق التلمساني  | زوج سارة الأول        | (3 حلقات)    |
|               | عصام محمد        |                     | (3 حلقات)    |  | آمال          | سلوى محمد علي   | جارة عزيزة            | (3 حلقات)    |
| داليا         | شيرين رضا        | ابنة مريضة          | (3 حلقات)    |  | خيرية         | يارا جبران      | مصابة                 | (3 حلقات)    |
| نشوي          | إيناس نور        | أخت خالد            | (3 حلقات)    |  | أحلام         | ليلى علوي       | مديرة شركة دعاية      | (3 حلقات)    |
| أمين          | أحمد زاهر        | مصاب                | (3 حلقات)    |  | مي            | مروة مهران      | أخت أحلام             | (3 حلقات)    |
| تهاني         | ريهام عبد الغفور | أخت أمين            | (3 حلقات)    |  |               | هناء عبد الفتاح | والد أحلام            | (3 حلقات)    |
| سناء          | هالة فاخر        | الزوجة الأولي لمريض | (حلقتان)     |  | مهجة          | انتصار          | الزوجة الثانية لمريض  | (حلقتان)     |
| جاسر سويلم    | أحمد السقا       | ضابط                | (حلقتان)     |  | عبد الراضي    | طارق الدسوقي    | جار مهجة وسناء        | (حلقتان)     |
| رمضان         | محمد شاهين       | مريض وزوج فيروز     | (حلقتان)     |  | فيروز         | فرح يوسف        | مريضة                 | (حلقتان)     |
| خالد الغندور  | خالد الغندور     | شخصيته الحقيقية     | (حلقتان)     |  | أحمد          | علي ناصر        | طالب طب               | حلقتين       |
| مرعي          | صبري فواز        | والد الطفلة شمس     | حلقتين       |  |               | كريمة مختار     |                       | (حلقتان)     |
|               | شوقي شامخ        |                     | (حلقتان)     |  |               | حنان سليمان     |                       | (حلقتان)     |
|               | ألفت سكر         | والدة رامي          | (حلقة واحدة) |  |               | لقاء الخميسي    |                       | (حلقة واحدة) |
|               | ألفت إمام        |                     | (حلقة واحدة) |  |               | يوسف عيد        |                       | (حلقة واحدة) |
|               | ملك قورة         |                     | (حلقة واحدة) |  | هاني          | أميل وديع       | المهندس أخ د.جلال     | (10 حلقة)    |
| بسمة          | عبير رفعت        | زوجة إبراهيم        | حلقة واحدة   |  | منى زكي       | مني زكي         | شخصيتها الحقيقية      | (حلقة واحدة) |
| أحمد حلمي     | أحمد حلمي        | شخصيته الحقيقية     | (حلقة واحدة) |  | لطيفة         | لطيفة           | شخصيتها الحقيقية      | (حلقة واحدة) |
| عزيز عبد الله | جمال سليمان      | موسيقار             | (حلقة واحدة) |  | نيفين         | منة فضالي       | تلميذة عزيز           | (حلقة واحدة) |
| رجب           | صبري عبد المنعم  | رسام                | (حلقة واحدة) |  | عايدة         | هند صبري        | سجينة                 | (حلقة واحدة) |
| خليل          | حسن حسني         | موظف استقبال        | (حلقة واحدة) |  | سيد           | باسم سمرة       | عامل بالكافتيريا      | (حلقة واحدة) |

### الحلقات
- الحلقة الأولى العائلات
  - تبدأ الحلقة بأسعد حدث في حياة أي مجتمع، حفل زفاف. تمر أم وابنتها بالصدفة إلى جوار الحفل وتشعران بالفضول حيال ما تسمعانه، فتعجزان عن مقاومة رغبتهما في التسلل إلى الحفل. ولكن سرعان ما يتحول الزفاف إلى كارثة حينما يبدأ إطلاق النار وسط الحفل، مما يتسبب في إصابة أشخاص عدة. يتم نقل المصابين إلى المستشفى، وهكذا نتعرف على فريق اللحظات الحرجة. بينما يخضع المصابون للعلاج، نأخذ لمحة سريعة عن شخصيات العاملين بالمستشفى وعن الأحداث الدرامية اللاحقة.
- الحلقة الثانية: اليوم الأول في العمل
  - في هذه الحلقة، نتعرف أكثر على الحياة الشخصية للدكتور خالد، وخصوصاً علاقته بوالده. ولكن الأحداث التي تجري خارج المستشفى تلفت انتباهنا حيث تندلع النيران في أحد القوارب، وينجو من الحريق أشخاص عدة رغم إصابتهم بحروق بالغة، ويتم نقلهم إلى المستشفى حيث يتم علاجهم بكفاءة وسرعة على يد فريق غرفة الطوارئ. تتصاعد حبكة هذه الحلقة حين تُتهم زوجة أحد المرضى في المستشفى بمحاولة قتل زوجها.
- الحلقة الثالثة: روميو وجولييت 
  - تقوم ندا البالغة من العمر 17 عاماً بمحاولة انتحار، متأثرة بحبها المراهق الأعمى. ولكنهم يعثرون عليها في الوقت المناسب ويتم نقلها إلى المستشفى حيث يجاهد الأطباء لإنقاذ حياتها. نلتقي بالطبيب اللبناني الجديد د. إبراهيم. ولأنه أجنبي، فإن بعض العاملين بالمستشفى لا يثقون به، وخصوصاً محمد حسين موظف الاستقبال. ولكن في وسط جدل بين محمد حسين ود. إبراهيم حول أهلية الأخير كطبيب، يصل أشرف حبيب ندا إلى المستشفى في حالة حرجة بعد أن حاول الانتحار هو أيضاً. وقبل أن يتمكن محمد حسين من التدخل، يهرع د. إبراهيم لإنقاذ حياة الفتى، مثبتاً بذلك أن الكفاءة الطبية لا تعرف الحدود الجغرافية.
- الحلقة الرابعة: بداية جديدة 
  - في هذه الحلقة نرى مثالين على ما يمكن أن يفعله الإنسان لأجل المال. نرى عاطف الشاب الذي قرر أن يبيع كليته في مقابل المال، ونرى بيرو فتاة الليل التي تحاول التعود على ضرب الرجال لها لأنها لا تملك خياراً آخر. ولكن الصراع الحقيقي يبدأ حين تكتشف فاطيما أنها مضطرة للعمل مع طفل صغير يلاحقها، وكذلك حين نرى خالد الذي ما زال يحاول أن يعبر عن حبه ليمنى التي تحب عمرو.
- الحلقة الخامسة: الفصل الأول
  - اليوم هو عيد ميلاد عمرو، ولكنه أيضاً اليوم الذي يقع فيه انفجار في مسرح، فيتحول إلى واحد من أكثر الأيام التي يشتد فيها ضغط العمل في المستشفى، حيث يتوافد أناس يحتضرون ونساء يصارعن آلام المخاض لولادة أرواح جديدة، وأيضاً النجمة السينمائية منى زكي. اليوم هو عيد ميلاد عمرو، ولكنه سيكون أيضاً يوماً لا ينسى في حياة فريق اللحظات الحرجة.
- الحلقة السادسة: أصدقاء وأحباب
  - بينما يحاول والد عمرو أن يضيق الفجوة بين ابنه ويمنى، سنجد رامي غارق في مشكلاته الزوجية لدرجة أنه يصدم طفلاً صغيراً بسيارته. يأخذه إلى المستشفى لينقذ حياته ولكنه يجد مفاجأة في انتظاره. في هذه الأثناء، يقرر خالد أخيراً أن يصارح يمنى بحبه، دون أن يعلم أن عمرو أيضاً ينوي مصارحة يمنى بشيء ما.
- الحلقة السابعة: نهايات وبدايات جديدة
  - تتعرض حافلة ركاب في طريقها حفل لطيفة لحادث، فيجد المشاهدون أنفسهم في المستشفى بدلاً من المسرح. ولكن هل ستتجاهل لطيفة الناس الذين تغني من أجلهم؟ في هذه الأثناء، يطلق رامي زوجته أخيراً وتتعرض فاطيما لضغط والدها الذي يلح عليها في التركيز على الزواج. ونرى أيضاً أحمد الذي يبدأ قصة حب جديدة مع فتاة السيرك، دون أن يعلم أن القدر يعد له مفاجأة قاسية وتنتهي الحلقة بوفاة د.أحمد.
- الحلقة الثامنة: وتستمر الحياة
  - بعد جنازة أحمد، تستمر الحياة وتحمل لنا أحداثاً جديدة في المستشفى. تأتي جارة عزيزة إلى المستشفى بحثاً عن الخلاص بعد أن ضربها زوجها، وعلاقة فاطيما بالطفل شمس تتوطد، ووالد خالد يشعل النار في بنايته فيتسبب في دخول جيران خالد إلى المستشفى، وتجد يمنى نفسها مضطرة لإجراء عملية لطفل رغم اعتراض أمه كي تنقذ حياته. ولكنه ليس طفلاً عادياً، إنه ابن الدكتور فؤاد !
- الحلقة التاسعة: الهروب
  - حين تتعرض إحدى سيارات السجناء لحادث، يمتلئ المستشفى بالسجناء الذين قد يحاولون الهرب ما لم يوضعوا تحت الرقابة المشددة، حتى لو تعارض هذا مع محاولة أطبائنا في إنقاذ حياتهم. ولكن الزيارات لا تقتصر على السجناء فقط، حيث يأتي الدكتور فؤاد لزيارة ابنه ومنقذته يمنى التي يوجد ماض معين بينها وبين الدكتور فؤاد. حتى عمرو يتلقى زيارة، ولكنها زيارة من آخر شخص يتوقعه على وجه الأرض، أمه !
- الحلقة العاشرة: العطاء
  - إنه يوم المباراة بين كل عاملي وأطباء المستشفى، ولكن في أثناء المباراة، يصاب خالد بالإغماء بدون سبب واضح، بينما يعرض والد شمس الزواج على فاطيما ويصاب ابن إبراهيم في حادث سيارة. كما تحدث مواجهة بين يمنى وفؤاد الذي يذكرها بماضيهما معاً... الماضي الذي يحمل صدمة مؤلمة لخالد.
- الحلقة الحادية عشر: آباء وأبناء
  - يتعرض قطار قادم من الصعيد لحادث اصطدام فيمتلئ المستشفى بضحايا الحادث. ومن بينهم، نلتقي بالأب الذي اختطف ابنه ! في هذه الأثناء، يعترف خالد الذي ما زال يعاني من مرضه الغامض ليمنى بأنه كان يعرف حقيقة قصتها مع فؤاد منذ زمن طويل، وفاطيما ترفض طلب والد شمس بالزواج منها وتبدأ في التركيز على حالة شاب يعاني من نفس مرضها.
- الحلقة الثانية عشر: خصوصيات
  - بينما يواجه عمرو حقيقة ماضي أمه الإجرامي، يبدأ خالد أخيراً في إنشاء ارتباط عاطفي بينه وبين يمنى ولكنه يكتشف حقيقة مرضه الفظيع. كما نرى والد فاطيما الذي تسبب في تسمم بعض السائحين الذين أكلوا في مطعمه، وسيد الذي يصارع الزمن مع امرأة جاءها المخاض في التاكسي الخاص به.
- الحلقة الثالثة عشر: أحلام آبائهم
  - تأتي امرأة مصابة إلى المستشفى وتدعي أنها تعرضت للاختطاف والاغتصاب، فتتولى علاجها يمنى التي تكتشف أن هذه المرأة لديها سر آخر. ولكن هذه المرأة ليست الوحيدة التي تحمل سراً، فوالد عمرو أيضاً لديه سر يريد أن يعترف به لابنه.
- الحلقة الرابعة عشر: عد إلينا 
  - مع الورم الذي يتضخم كل دقيقة في مخ خالد، يبدو أن عليه أن يخضع للجراحة بأسرع ما يمكن حتى ينجو بحياته. ولكن نظراً لندرة وصعوبة عمليته، يتردد الجميع في إجراء العملية لأنهم ليسوا مستعدين لخوض هذه المجازفة، مما لا يدع ليمنى إلا خياراً واحداً لإنقاذ حياة خالد... الدكتور فؤاد !
- الحلقة الخامسة عشر: فريق خالد
  - لم يبق على عملية خالد إلا أيام قليلة، فيقرر تامر أخيراً أن يركز أكثر على عمله كي يساعد صديقه خالد، ولكنه يكتشف أن زوجته تمر بشيء آخر... شيء لم يتوقعه على الإطلاق. المزيد من المفاجآت ستظهر لماجدة التي ستكتشف أنها مضطرة للعودة إلى ممارسة الطب، ولعمرو الذي يحاول الاعتناء بصحة أمه، حين يتلقى تهديداً من العصابة التي تطاردها.
- الحلقة السادسة عشر: في الظلام
  - إنه يوم عملية خالد. كل العاملين في المستشفى مجتمعون في انتظار الإجابة على أهم سؤال واجهوه في حياتهم. هل سينجو خالد من الموت اليوم، أم...؟ ولكن عمرو مشغول بمسألة أخرى، حيث يقرر أن ينقذ أمه من العصابة التي تهدد حياتها، حتى لو اضطر للتضحية بحياته.
- الحلقة السابعة عشر: صرخات وهمسات
  - بعد إنقاذ خالد، تستمر الحياة في المستشفى، حيث يبحث طارق عن فاطيما كي يصرح لها بحبه دون أن يعرف رد فعلها. وخيرية تعود إلى المستشفى وهي تعاني من الإصابات مرة أخرى نتيجة تعرضها لضرب زوجها وتبحث عن نهاية لبؤسها. ولكن هل ستجد الحل هنا؟
- الحلقة الثامنة عشر: عالم طفل
  - حين يفيق خالد أخيراً من غيبوبته، يسمع دون عمد اعتراف يمنى لعزيزة بأنها ما زالت تحب عمرو الغارق في مشكلاته مع العصابة. ولكن عزيزة التي تحاول دائماً أن تساعد الآخرين تكتشف أن القدر يخفي لها شيئاً آخر حين تقبض الشرطة على ابنها، أما رامي فيلتقي بصديقة قديمة في حفل غنائي لصديقته الجديدة مريم .
- الحلقة التاسعة عشر: دروس مستفادة
  - يقع شجار في الاستاد فيدخل المصابون إلى المستشفى. في نفس الوقت يشعر خالد بالتحسن فيقرر أن ينسى يمنى وأن يركز على مستقبله، بينما يبحث عمرو عن أمه التي اختفت في ظروف غامضة، وعزيزة تحارب لتنقذ ابنها من تهمة السرقة الموجهة إليه. وفوق كل هذا، تكتشف بسمة أن صديقة رامي القديمة ليست مجرد صديقة قديمة... بل هي حبه القديم!
- الحلقة العشرون: أسرار وأكاذيب
  - ينضم طبيبان جديدان إلى فريقنا، وهما ليلى وزوجها معتز، الذي يجد صعوبة في العودة إلى العمل بعد ما حدث له في الماضي. عمرو أيضاً يواجه الصعوبات وهو يكتشف الحقيقة الكاملة عن أمه التي كانت تتبع خطة للحصول على كل ما تريد مهما كان الثمن. حتى رامي يجد نفسه في موقف يفرض عليه أن يختار بين بسمة ومريم.
- الحلقة الحادية والعشرون: الدليل
  - حين تتعرض معدات ثمينة للسرقة من المستشفى، يقع اللوم على الممرضة أمينة. تعجز عن إقناع أي شخص ببراءتها. وبسبب الاكتئاب واليأس، تلجأ إلى ما لا يمكن تصوره... وخالد الذي شفي تقريباً ينكب على عمله محاولاً أن يبعد يمنى عن تفكيره. مريضه الأول هو ضحية للعبة قاتلة يمارسها المراهقون. في هذه الأثناء، الطبيب الجديد معتز يلجأ إلى العلاج النفسي على يد صديقة قديمة.
- الحلقة الثانية والعشرون: الحفل
  - تثبت براءة أمينة، ولكن هذا لن يفيد الدكتور إبراهيم حيث يعمل لينقذها من الجرعة الزائدة التي تعاطتها. ولكن أمينة ليست الوحيدة التي تحتاج إلى الإنقاذ. فوالد خالد يصل وهو يعاني من إصابة شديدة بالحصبة، والتي يمكن أن تكون مميتة في سنه. معتز يحاول أن يساعد مريضاً رغم أنه هو نفسه يعاني من مشكلات نفسية. وأيضاً في هذه الحلقة المثيرة، أخيراً ينكشف اللغز الذي دفع ماجدة إلى التوقف عن مزاولة عملها في الجراحة.
- الحلقة الثالثة والعشرون: الكاميرا
  - محمد حسين مقتنع بأن الدكتور جلال قد وضع كاميرا مراقبة للتجسس عليه، رغم أنه لا يفهم السبب. يمنى تحاول أن تعرف من رامي السبب في تغير موقف خالد منها بعد عمليته. في هذه الأثناء، يصاب معتز بصدمة حين يعرف أن الأطباء الآخرين لا يريدونه في المستشفى ويشعر أن خياره الوحيد هو الذهاب بلا رجعة.
- الحلقة الرابعة والعشرون: الأختيار
  - رغم محاولاتها المستمرة، تعجز يمنى عن سد الفجوة التي حدثت بينها وبين خالد. ولكنها الآن تواجه تحدياً أكبر فقد قررت أمها أن تتزوج من رجل لا يبدو مهتماً إلا بأموالها. ولكن يمنى ليست الوحيدة التي تعاني المشكلات مع أمها. عمرو أيضاً عليه أن يتعامل مع أمه وأن يأتي لها بعلبة الألماس التي تريدها قبل أن ترتكب فعلاً طائشاً. ولكن حين يذهب لمقابلتها، يجد مفاجأة كبيرة في انتظاره... ومعتز يستعيد ثقة زملائه الأطباء حين يحسن تشخيص حالة عجزوا هم عن فهمها. ولكنه الآن يواجه تحدياً أكبر، وهو التغلب على خوفه من دخول غرفة العمليات.
- الحلقة الخامسة والعشرون: اختيارات صعبة
  - اليوم خطبة فاطيما، فتقرر أن تحتفل في المستشفى كي تشرك كل أصدقائها في هذه اللحظة السعيدة. ولكن إبراهيم لن يتمكن من الحضور، فقد اختطفه مجرم يحتاج إلى الرعاية الطبية كي ينجو بحياته. هل سيخرج إبراهيم نفسه حياً من هذه التجربة؟ هذه مسألة أخرى. في هذه الأثناء، يعثر زوج عزيزة على كيس يحتوي على مبلغ كبير من المال، وهو حدث سيغير حياتهما إلى الأبد.
- الحلقة السادسة والعشرون: الأمل
  - حين يمرض زوج عزيزة، فإن هذه التجربة تسلط الضوء على كل شيء، فيقرر أن يسلم كيس النقود إلى السلطات. في هذه الأثناء، تبارك يمنى زواج أمها، ولكن ما لا تعرفه هو أن خالد يواجه موقفاً مشابهاً، حيث قرر والده أن يتزوج جارته. رامي يعجز عن تحمل مشكلاته أكثر من ذلك فيقرر أن يسافر في إجازة. وهي رحلة ستغير حياته بطريقة غير متوقعة.
- الحلقة السابعة والعشرون: فرص ضائعة
  - حين يعود رامي من إجازته، نعرف أنه تزوج حبيبته القديمة بسمة. ولكن كليهما يشعران أنها كانت غلطة ويقرران الطلاق بنفس السرعة التي تزوجا بها. يحصل زوج عزيزة على مكافأة مجزية مقابل أمانته في تسليم كيس النقود، بينما يتلقى عمرو زيارة من مجرم جاء يقدم له عرضاً بسيطاً: أمك مقابل علبة الألماس ...
- الحلقة الثامنة والعشرون: البديل
  - حين ينضم خليل موظف الاستقبال الجديد إلى حنان ومحمد حسين في مكتب الاستقبال، يظن محمد أن وظيفته مهددة... وبينما يحقق الضابط جاسر في جريمة سرقة، تقوده تحرياته إلى المستشفى كي يتابع ما حدث لضحية السرقة. وقد حان الوقت كي يقوم عمرو بعملية التبادل الخطرة وأن يقدم علبة الألماس مقابل حياة أمه. ولكن هل سيتمكن من إتمام عملية التبادل وإنقاذ حياة أمه؟
- الحلقة التاسعة والعشرون: الحجر الصحي
  - بعد الخسارة الفاجعة التي تكبدها عمرو، سيواجه المستشفى الآن واحداً من أكبر تحدياته حتى الآن: الحجر الصحي بسبب تفشي وباء قاتل وسريع العدوى. المريض الذي جلب هذا الوباء ليس إلا المجني عليه في جريمة السرقة التي يحقق فيها جاسر. والآن يجب إغلاق نصف المستشفى على من فيه، بما فيهم جاسر. رامي يشعر بالهلع فهو يخشى أن تكون مريم قد أصيبت بالعدوى، مما يجدد رغبته في طلب الزواج منها.
- الحلقة الثلاثون: عودة إلى الماضي
  - يقرر عمرو أن يستقيل من المستشفى. وليلى التي تؤمن به ترفض أن تسمح له بهذا. وفي هذه الأثناء، على يمنى أن تعيد تقييم علاقتها بوالدها الآن وقد دخل المستشفى في صراع مع الموت. ولكنه أمر صعب لأنها لم تخاطبه منذ أعوام... وبينما يخطط رامي لزفافه على مريم، يعترف له عمرو بإعجابه المتزايد بليلى رغم أنها متزوجة، وهي محادثة خاصة يسمعها معتز دون قصد. ولكن إبراهيم هو من يعاني الأزمة الحقيقية، حيث ظهر فجأة العم الحقيقي لابن زوجته ليستعيد ابن أخيه بعد كل هذه الأعوام .
- الحلقة الحادية والثلاثون: الأيام جاية كتير
  - تامر الكسول الذي ينام دائماً في العمل يستيقظ بطريقة عنيفة حين يأتي عمه الدكتور جلال إلى المستشفى غائباً عن الوعي وفي جسمه إصابات بالغة نتيجة حادث سيارة. على تامر الآن أن يستغل كل ما يعرف لينقذ حياة عمه. ولكن المشكلة لم تتوقف هنا، ففي أثناء إجرائه للعملية، تكون زوجته في طريقها إلى المستشفى حاملةً إليه صدمةً أخرى... وتبدأ الشكوك تنتاب معتز بالنسبة لما يحدث بين عمرو وليلى، بينما يجد إبراهيم نفسه مضطراً للتغلب على عقبات كبيرة لاستعادة ابن زوجته.
- الحلقة الثانية والثلاثون: أحلام ضائعة، وأحلام جديدة 
  - في هذه الحلقة الختامية المثيرة، توجد مفاجآت للجميع. بسمة تأتي إلى المستشفى وتخبر رامي بأنها حملت أثناء حياتهما الزوجية القصيرة، مما يفسد كل خطط رامي مع مريم. وعمرو يدرك أنه يحب ليلى حقاً، مما يسبب احتكاكاً بينه وبين زوجها معتز. والدكتور جلال يندهش حين يكتشف أن تامر يقدم استقالته بعد أن صار أباً. ولكن كل هذه المفاجآت تدفن بمعنى الكلمة حين ينهار جناح المستشفى الجديد أثناء زيارة بعض الأطباء. وبينما يبحث فريق الطوارئ تحت الأنقاض لانتشال المصابين، يبقى سؤال واحد كبير: من الذي نجا؟!

## الجزء الثاني أنتاج 2010

### القصة

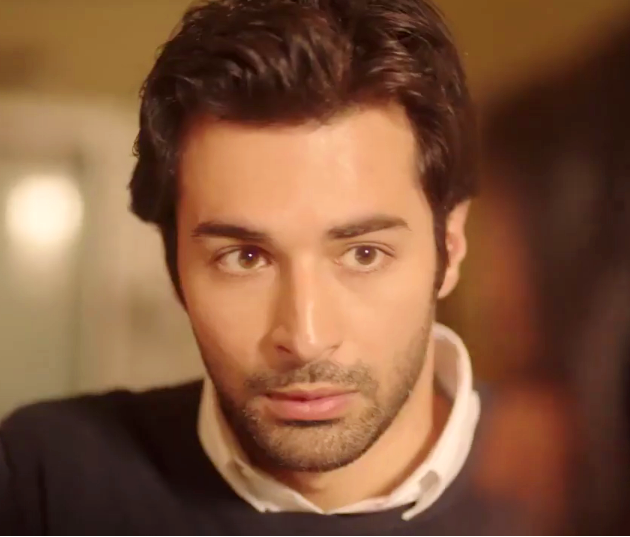
أحمد حاتم في دور يوسف

بعد النجاح العظيم الذي حققته الحلقات الـ32 من الجزء الأول للمسلسل الدرامي الطبي “لحظات حرجة”، انتهت شركة "آوتلوك إنترتينمنت" في دبي من إنتاج الجزء الثاني للمسلسل.
تعاونت مجموعة مصطفاة من مؤلفي ونجوم السينما والتلفزيون لإنتاج هذا العمل الضخم.
يتسم المسلسل بإيقاع مثير ومشوق، مما يحفظ انجذاب المشاهد باستمرار ويزيد ترقبه للأحداث التي ستقع في الحلقات التالية.
في الجزء الثاني من “لحظات حرجة”، نغوص أكثر في أعماق علاقات الأطباء ببعضهم البعض، فتنكشف لنا أسرار حياتهم الشخصية ونجاحاتهم ومآسيهم وعلاقاتهم وقصص حبهم وأفراحهم وأحزانهم. في هذا الجزء، سيتمكن المشاهد من التعرف عليهم كلهم والتعاطف العميق مع من يتزوجون منهم ومن يقعون فريسةً للمرض ومن يعيشون حياة سعيدة ومن يموتون.
الجزء الثاني يقدم جميع الأبطال الذين رأيناهم في الجزء الأول، بالإضافة أبطال جدد متميزين انضموا إليهم.

### الشخصيات الرئيسية
| الشخصية | الممثل           | الدور          |  | الشخصية   | الممثل      | الدور                |
| ------- | ---------------- | -------------- |  | --------- | ----------- | -------------------- |
| خالد    | محمود عبد المغني | طبيب           |  | إبراهيم   | عمار شلق    | طبيب لبناني          |
| عمرو    | أمير كرارة       | طبيب           |  | ليلي      | إنجي المقدم | طبيب                 |
| يمني    | بشري             | طبيبة          |  | محمد حسين | أحمد راتب   | موظف الأستقبال       |
| عزيزة   | صفاء الطوخي      | كبيرة الممرضات |  | جلال      | يوسف فوزي   | نائب المدير          |
| تامر    | نضال الشافعي     | طبيب           |  | ماجدة     | سوسن بدر    | نائبة مدير المستشفي  |
| رامي    | عمرو واكد        | طبيب           |  | حنان      | صفاء جلال   | موظفة الأستقبال      |
| فاطيما  | راندا البحيري    | طبيبة          |  | فؤاد      | عزت أبو عوف | مدير المستشفي الجديد |

#### أطباء تحت التمرين
- فاروق عبد اللطيف
- علا رشدي: منيرة
- عبد الناصر أبو بكر: سعيد

### الممرضات
| الشخصية | الممثل        |
| ------- | ------------- |
| أمينة   | إيمان لطفي    |
| ياسمين  | ياسمين القماش |
| صفية    | إيمان السيد   |
| سوسن    | وفاء الشرقاوي |
|         | إيمان إمام    |
|         | سمر جابر      |
|         | داليا رمزي    |
|         | سهي حسني      |

### أطباء جدد
| الشخصية | الممثل         |
| ------- | -------------- |
| سليم    | ياسر جلال      |
| هشام    | طارق لطفي      |
| هدي     | حنان مطاوع     |
| نجوي    | درة زروق       |
| عائشة   | إيمي سمير غانم |
| يوسف    | أحمد حاتم      |
| شذي     | يسرا اللوزي    |
| أمير    | رمزي لينر      |

### شخصيات ضيوف الحلقات
شارك في مسلسل لحظات حرجة حشد كبير من نجوم السينما والتلفزيون وظهر بعضهم بشخصيته الحقيقية، كذلك شهد عودة الكثير من الفنانين للوقوف أمام الكاميرات من جديد، وشارك في لحظات حرجة عدد كبير من الممثلين الثانويين والكومبارس ليعد أكبر عدد من الممثلين اجتمع في عمل فني مصري واحد علي مدار حلقاته، ومن هؤلاء الفنانين:
| الشخصية      | الممثل          | الدور               | عدد الحلقات |
| ------------ | --------------- | ------------------- | ----------- |
| بسمة         | رشا مهدي        | مطلقة رامي          | 16 حلقة     |
| د. معتز      | هشام سليم       | زوج د. ليلي         | (10 حلقة)   |
| مريم         | لانا سعيد       | زوجة د. رامي        | (7 حلقة)    |
|              | محمد الشقنقيري  | متطرف وزميل د. عمرو | (6 حلقة)    |
| سليمان       | لطفي لبيب       | والد خالد           | (5 حلقة)    |
| أم محمد      | ثريا إبراهيم    | أم موظف الاستقبال   | (5 حلقة)    |
| طارق         | عمرو يوسف       | خطيب د. فاطيما      | (5 حلقة)    |
| م. هاني      | أميل وديع       | أخو د. جلال         | (4 حلقة)    |
| ريهام        | هند محمد علي    | زوجة د. تامر        |             |
| سمر          | عبير رفعت       | زوج د. إبراهيم      |             |
| خيرية        | يارا جبران      | موظفة ومتخصصة نفسية |             |
| مرسي         | سعيد الصالح     | زوج عزيزة           | (3 حلقة)    |
| أبو عبد الله | حبيب غلوم       | ثري عربي            | (3 حلقة)    |
| جاسر سويلم   | أحمد السقا      | ضابط شرطة           | (حلقة)      |
| ضياء مسعود   | جمال عبد الناصر | مذيع                | (حلقة)      |
| صفوت         | أشرف زكي        | منتج برامج          | (حلقة)      |
|              | رؤوف مصطفي      | والد عمرو           | (حلقة)      |
|              | إيمان سركسيان   | والدة طارق          | (حلقة)      |
|              | سعيد طرابيك     | والد د. فاطيما      | (حلقة)      |
| خليل         | حسن حسني        | زوج أم محمد حسين    | (حلقة)      |

بالأضافة إلي شخصيات أخرى مثل
|  |  | - مدحت مرسي - (2 حلقة) - سلمي غريب - (2 حلقة) - طارق النهري - (حلقة) |  | - مجدي إدريس - (حلقة) - فايق عزب - (حلقة) - أحمد منير - (حلقة) |  | - سلوي محمد علي - (حلقة) - عزت بدران - (حلقة) - مفيد عاشور - (حلقة) |  | - نرمين زعزع - (حلقة) - راندا عوض - (حلقة) |

### الحلقات
- الحلقة 1
  - تبدأ الحلقة الأولى من الجزء الثاني مفعمةً بالحيوية، حيث تركنا الجزء الأول مع الأطباء، والتلاميذ والطاقم الطبي وهم يحضرون الزفاف الكبير للدكتور رامي "عمرو واكد" على مريم. كل الأطباء حاضرين بما فيهم دكتور معتز "هشام سليم" الذي يلاحظ على دكتور عمرو "أمير كرارة" بعض من ملامح الإعجاب بزوجته الدكتورة ليلى "إنجي المقدم". يعكر هذا الزفاف انفجار يحدث في أحد المقاهي ويتطلب من جميع الأطباء الحضور إلى قسم الطوارئ لاستقبال المصابين في الحادث بما فيهم المجرم المسئول عن هذا الحادث المروع. ويترك الأطباء حفل الزفاف على وجه السرعة متجهين إلى المستشفى، وفي غضون ذلك نشاهد كل من الدكتور جلال وشقيقه هاني في السجن ينتظران محاكمتهما حيث يتهم كل منهما الآخر في التسبب في انهيار جناح المستشفى الجديد الذي حدث في الجزء الأول. وخلال تلك الأحداث يحاول الدكتور خالد الحصول على إجابة الدكتورة يمنى "بشرى" على طلب زواجه منها.
- الحلقة 2 
  - تبدأ أحداث تلك الحلقة على ما انتهت عليه الماضية، حيث يستعد الدكتور جلال لأسوأ الاحتمالات وهو في السجن في انتظار سماع محاكمته. وتدخل أخيراً يمنى "بشرى" في العلاقة ما بين خالد "محمود عبد المغني" ووالده حيث تقوم بفحص حالة والده العقلية. تدخل قسم الطوارئ سيدة عجوز وحيدة مع شقيقها الكفيف. ووسط رعاية الأطباء للمرضى يعايشون علاقاتهم الشخصية ولحظات معاناتهم. المجرم المسئول عن حادث المقهى يخضع للحراسة الشديدة وهو في حالة غيبوبة، ويقوم عمرو بملاحظة حالة ذلك المتهم بشكل كتوم بالإضافة إلى .. ليلى.
- الحلقة 3
  - تبدأ أحداث الحلقة الثالثة عندما تحتفل أم بحصول ابنها على جائزة عبارة عن توك توك، وهو الاحتفال الذي ينتهي بشكل مأساوي عندما تنهار شرفة فيها تلك العائلة بالإضافة إلى الجيران على الشارع. ويسرع الفريق الطبي لمعالجة جروح المصابين هذا إلى جانب مداواة الحالة النفسية البشعة للمرضى. ووسط هذه الفوضى يلاحظ الأطباء بما فيهم الدكتور معتز العلاقة والتفاعل المريب ما بين عمرو وليلى. ويتورط الدكتور معتز في حالة نقل أعضاء بشرية بشكل مريب كما يكشف جريمة خطيرة. وتتابع الدكتورة ليلى حالة انتحار غريبة. أما الدكتور خالد فيستمر في محاولاته للانفراد بيمنى المشغولة دائماً لتوجيه لها سؤال مهم وهو "هل تقبلين الزواج بي؟". وتبدأ مظاهر الفشل واليأس في السيطرة على الدكتور عمرو فيما يخص إعجابه بالدكتورة ليلى في ظل استمرار حالة الغيبوبة للمتهم في حادث المقهى الذي يرقد في الرعاية المركزة. وتعود طليقة رامي بسمة إلى المستشفى وهي حامل في ابنه. والتي ترفض طلب رامي بإجراء الفحوصات الطبية فيما يخص حملها، وتستبدله بإبراهيم لكي يصبح الطبيب المتابع لحالتها. ويتحدث رامي مع زوجته الجديدة مريم عن حمل زوجته السابقة وابنه الذي في بطنها.
- الحلقة 4
  - تشهد هذه الحلقة المحاكمة المنتظرة بشدة من الدكتور جلال وشقيقه هاني لاتهامهما في انهيار الجناح الجديد من المستشفى والذي حدث في الجزء الأول. ويحارب جلال من أجل الحصول على البراءة وسط محاولته لخيانة شقيقه. وتأتي هذه الحكاية بالتوازي مع معايشة رامي لحالة أب الذي يفقد ابنه الذي يحارب من أجل العيش بقلب ضعيف. وسريعاً يشهد رامي أقصى حالات تضحية ذلك الأب من أجل ابنه. وتستمر قضية جلال مع ظهور فاطيما "راندا البحيري" خطيبة طارق لكي تشهد في القضية. وتستمر بسمة في استشارة إبراهيم في حملها في ظل عدم ارتياح رامي وزيادة شعوره بالغيرة مما يحدث. وتنتهي قضية دكتور جلال بتبرئة ذمته وإدانة شقيقه الماكر هاني.
- الحلقة 5
  - تبدأ الحلقة الخامسة بتلاشي حالة الغيرة تجاه ليلى بعد أن شهد معتز تصرفها مع الدكتور عمرو. وأخيراً يلفت الدكتور خالد انتباه يمنى وكل من في المستشفى من خلال نظام الاتصال الداخلي في المستشفى ويطلب منها أمام الجميع قبول عرض زواجه منها، وأثناء قيام يمنى بإجراء جراحة خطيرة تبلغ ممرضة بأنها موافقة على الزواج من الدكتور خالد. ويحاول جلال تبرئة نفسه من كونه على خطأ ويعود إلى المستشفى بينما يكافح الدكتور تامر ابن عمه في إجراء العديد من الاجتماعات مع إحدى الشركات في مجال الأدوية كمصدر دخل جديد له. ويصل إلى قسم الطوارئ ضحايا حادث انفجار محطة بنزين يتبعهم رجل إطفاء شجاع الذي أنقذ هؤلاء الضحايا من ألسنة النار. يفيق المتهم في حادث المقهى من الغيبوبة ويبدأ في حالة اختناق، ويحاول الدكتور عمرو والدكتور خالد إنقاذ حياته وأثناء ذلك يتعرف المتهم على عمرو ويلفظ اسمه. وتحيط بعمرو الشائعات والأقاويل عن ماضيه وصداقته بهذه الشخصية المجرمة. وتدخل بسمة المستشفى وحالتها خطيرة، والتي تتطلب إجراء جراحة قيصرية من أجل ولادة ابن رامي. ويستمر عمرو في مكافحة المشكلة في الرؤية عنده، ويقوم بالذهاب إلى طبيب عيون ليكتشف أنه يجب أن يخضع إلى جراحة خطيرة في عينه من أجل الحفاظ على بصره. يذهب معتز إلى طبيب نفسي في خارج المستشفى ويكلف الدكتور عمرو بمتابعة حالة رجل الإطفاء البطل. ويموت رجل الإطفاء ليترك العديد من الأسئلة بلا إجابات فهل كان السبب في ذلك إهمال الدكتور معتز له؟ أم مشكلات الدكتور عمرو في بصره؟
- الحلقة 6
  - تلد بسمة ابن رامي بعد جراحة خطيرة أجراها لها إبراهيم. كما تواجه يمنى ليلى بالشائعات التي تحيط بها حول علاقتها بالدكتور عمرو. يتسبب حادث في محل تامر في عودته إلى قسم الطوارئ وتدريبه على إعطاء الدواء، ويقوم الدكتور جلال بتعيينه في المستشفى مرة أخرى. ويكتشف جلال مرور المستشفى بأزمة مالية كبيرة تستوجب منه اتخاذ قرار صعب من أجل حمايتها من الغرق في الديون. وسيتطلب هذا تخفيض أجور الأطباء. ويقوم الأطباء بتأييد الدكتور جلال في قراره ومسئوليته عن المستشفى. الدكتور معتز يواجه الدكتور عمرو بتسببه في وفاة رجل الإطفاء الذي كان مسئولاً منه. تضطر الطالبة منيرة لإجراء عملية ولادة قيصرية وهي محبوسة مع الحالة في مصعد المستشفى، وتتلقى منيرة التعليمات من الدكتور جلال ويقوم تامر بالتسلق هبوطاً إلى المصعد في مشهد خطير من أجل مساعدة منيرة التي تنجح في النهاية في إجراء عملية الولادة بنجاح. يحاول والد رامي إقناعه بترك المستشفى والعمل معه، ولكن يفاجئه رامي بخبر ولادة بسمة لابنه.
- الحلقة 7
  - بعد كارثة وفاة رجل الإطفاء البطل يستقيل الدكتور معتز من منصبه في المستشفى، وتعتبر الحلقة السابعة تقديماً لرجل الأعمال الخليجي السيد عبد الله ذو النفوذ بالإضافة إلى صديقه الجراح الدكتور فؤاد. تصاب زوجة عبد الله بحالة إعياء شديدة أثناء تواجدها في الطائرة مغادرين الخليج لقضاء عطلة، ويتصل عبد الله بالدكتور فؤاد ليقابله في قسم الطوارئ لكي يعتني بحالة زوجته الخطيرة. وفي المستشفى يستقبل الدكتور خالد الحالة ويكشف التشخيص لحالة زوجة السيد عبد الله عن إصابتها بانفجار في الزائدة الدودية لتشكل خطراً على حياتها مما استدعى ضرورة إجراء جراحة سريعة لها لإنقاذها. ويقوم خالد بمحاولة إنقاذ حياتها بالرغم من المعاملة المهينة له من قبل عبد الله. ويصل الدكتور فؤاد أخيراً ليقوم بإجراء الجراحة المنقذة لحياة زوجة عبد الله. وعرفاناً من عبد الله بفضل المستشفى في إنقاذ زوجته يعرض على الدكتور جلال خطة من أجل إنقاذ المستشفى من الأزمة المالية. وسوف يستحوذ على النصيب الأكبر من المستشفى وسيجعل فؤاد هو عينه على كل ما يحدث يومياً في المستشفى. وهو الشيء الذي سيجعل الدكتور جلال مجرد طبيب في المستشفى وتتحول إدارة المستشفى إلى الدكتور فؤاد. وتستمر حالة الحركة المتواصلة في قسم الطوارئ. الممرضة ياسمين المطلقة حديثاً والحامل تكتشف حباً جديداً في المستشفى. ويرفض شقيقها المستبد العلاقة ويهدد الشاب الصغير. تولد الرومانسية في المستشفى من أجل مريض عجوز. فاطيما تشعر بأن خالد يخطئ في تقدير حالة اعتداء مادي من قبل زوجين على ابنيهما. يخطط كل من خالد ويمنى لمستقبليهما. الدكتور تامر يحاول تهدئه شاب فقد زوجته. بسمه تزور دكتور إبراهيم في المستشفى ولكنها تفاجأ بزيارة غير متوقعة من زوجة إبراهيم.
- الحلقة 8
  - في هذه الحلقة يتم كشف ضابط متخفي يقوم بدوره ضيف الشرف أحمد السقا من قبل العصابة التي قام بالتسلل إليها، وتم إطلاق النار عليه وأصيب بجروح خطيرة، وتتم ملاحقته من قبل العصابة إلى أن تصل الإثارة إلى المستشفى. ويدخل إلى قسم الطوارئ ليكون وسط الأطباء. تتعرف فاطيما على الشرطي الذي أنقذ حياتها في المصعد خلال الجزء الأول. وتم استخراج الطلقات من جسمه ومعالجته. وتسلل أعضاء العصابة إلى المستشفى ويثيرون حالة من الهياج في مدخل المستشفى. وفي تلك الأثناء يذهب محمد حسين إلى الكافيتريا من أجل مشاهدة مباراة كرة قدم مهمة. وكل الأطباء يشاهدون المباراة غير ملتفتين لما يحدث من أعمال عنف في الطابق السفلي للمستشفى. يمنى تقوم بترشيح خيرية للعمل كاستشارية في المستشفى. يوافق جلال أخيراً على تعيينها بعد ضغط من يمنى. حالة والد خالد تزداد سوءاً. شقيقة خالد تصل وتخبره أنها لم تعد قادرة على الاعتناء به. يبدو أن خالد سيكون وحيداً في الاعتناء بوالده. كيف سيغير هذا مشروع زواجه القادم من يمنى؟ الممرضة ياسمين وحبها الجديد يقرران الزواج ولكنهما يدركان جيداً أنهما سيواجهان المشكلات من قبل شقيقها المستبد. خالد يعالج مريضه الطفل، ومن النظرة الأولى اكتشف أنه تم الاعتداء عليه بشكل وحشي. وتذكر خالد الطريقة التي كان يعامله بها والده وهو صغير. تتدخل فاطيما في تلك الحالة لتكتشف أن الطفل يعاني من التوحد. عبد الله يدني من مرتبة دكتور جلال، ويعين دكتور فؤاد مديراً للمستشفى.
- الحلقة 9
  - عزيزة تكافح من أجل أن ترشد ابنها الصغير إلى الطريق الصحيح. وعندما تأتي صديقتها أمال من أجل رؤيتها يظهر زوج أمال ويتهجم عليها أمام المستشفى. دكتور فؤاد مدير المستشفى الحالي - الذي حل محل المهزوم دكتور جلال - يحاول أن يعيد إلى الحياة العلاقة الرومانسية التي كانت بينه وبين يمنى. وتستمر وفاة رجل الإطفاء الغامضة في السيطرة بشدة على الأطباء. وتسأل ليلى عمرو من هو المسئول عن وفاة البطل. ويلقي باللوم في وفاة هذا البطل على زوجها الدكتور معتز، ولا تثق ليلى ما إذا كان يقول الحقيقة. تطور العلاقة ما بين بسمة ودكتور إبراهيم أمام أعين دكتور رامي. لا تهتم سمر زوجة إبراهيم بالعلاقة التي تتطور ما بين الأم الجديدة وزوجها الطبيب. يدخل المستشفى مذيع برنامج توك شو شهير مصاباً بوعكة صحية قد تنهي مستقبله المهني. يملك منتج برنامج التوك شو خطة محكمة من أجل استبدال المذيع الكبير في السن بمذيع أصغر مليئاً بالحيوية. تتقابل كل من بسمة طليقة رامي ومريم زوجته الحالية من أجل مناقشة مستقبل ابن رامي.
- الحلقة 10
  - دكتور عمرو كاد أن يفقد مريضاً بسبب تردي حالة بصره، حيث قام بقطع شريان عن طريق الخطأ أثناء إجراء جراحة له. في أحد الشوارع المظلمة والمهجورة يتم الاعتداء بالضرب من قبل مجموعة من الرجال على رجل عجوز حتى كادت حياته أن تنتهي. يتم نقل الرجل العجوز إلى قسم الطوارئ حيث تقوم هناك دكتورة ليلى بمساعدة الممرضة أمينة لمحاولة إنقاذ حياة هذا المريض. تتسمر أمينة في لحظة حرجة وهو التصرف الذي كاد أن يودي بحياته. طلبت ليلى منها مغادرة الغرفة. حالة أخرى عبارة عن شابة سقطت من ميكروباص ويتم نقلها إلى المستشفى ويهتم بحالتها إبراهيم. وبعد تشخيص حالتها يكتشف أنه تم اغتصابها ويوكل تلك الحالة الحساسة إلى يمنى. يتشاجر دكتور عمرو ودكتور خالد بعد مواصلة استجوابه من قبل يمنى. تعترف أمينة أن حالة الرجل العجوز الذي تعرض للضرب تذكرها بشيء حدث لها في الماضي. واعتقدت أن هذا الرجل هو المجرم الذي اعتدى عليها بشكل وحشي.
- الحلقة 11
  - تصارع أمينة كرهها للرجل العجوز الذي اعتدى عليها في الماضي، والمسئول أيضاً عن الاعتداء على الشابة الصغيرة. وأخيراً تكشف أمينه عن هوية ذلك الرجل لعائلة الضحية. ولم يخرج الرجل حي من المستشفى بسبب ما فعلته أمينة عندما كشفت هوية الرجل أمام عائلة الشابة. الشرطة تبدأ في التحقيق في وفاة هذا الرجل الغامضة. تصبح أمينة متهمة. يتم استجواب ليلى وعزيزة وأمينة من قبل المحققين. رامي يستمر في الإصرار على تربية ابنه مع بسمة أو بدونها. رامي يكتشف أن مريم حامل. تزداد الحالة تعقيداً بين رامي وزوجته مريم وبسمة وإبراهيم. شائعة تسبب دكتور عمرو في وفاة رجل الإطفاء البطل وعدم قدرته على الإبصار بشكل جيد والشائعات المنتشرة في المستشفى حول إعجابه بليلى يقلل من مهارته كجراح متميز. عمرو يأتمن خالد على سر ضرورة إجراءه لعملية خطيرة في عينه لإنقاذ بصره ومستقبله كجراح. يبوح خالد بهذا السر لجميع الأطباء. يذهب خالد لمنزله ليجده غارقاً في المياه. والد خالد هو المسئول عن هذه الأضرار. والد خالد يحتاج إلى عناية خاصة وقد يضطر إلى اصطحابه إلى منزل الزوجية المستقبلي له وليمنى. كيف سيقول ذلك ليمنى التي تأمل في بدء حياتها مع خالد وتحلم بتكوين أسرة؟ تعترف أمينة لليلى ويمنى بأنها كانت ترغب في قتل المغتصب ولكنها تنفي تماماً قيامها بذلك. ليلى تعود إلى المنزل وتحتاج إلى التحدث مع زوجها معتز ولكنه يرفض أن يتحدث معها في أي شيء يخص المستشفى.
- الحلقة 12 
  - تخضع علاقة يمنى وخالد لاختبار صعب. دكتور فؤاد المدير الجديد مازال يلاحق يمنى عاطفياً. ومع رفض يمنى المستمر تزداد رغبة فؤاد، ومن أجل أن يجعل يمنى تشعر بالغيرة يقوم فؤاد باستغلال خيرية الساذجة. سمر تصل إلى المستشفى تبحث عن إبراهيم وهي في الحقيقة لا تعرف شيئاً عن بسمة. شقيق ياسمين يستمر في تهديد خطيبها حسام. ويتفادى حسام تلك التهديدات بتجنبه لياسمين. يخضع دكتور عمرو لفحص في مستشفى أخرى من أجل الجراحة الخطيرة في العين. يصاب بعدم الارتياح لرؤيته المشرط. ويدرك أنه إذا ما لم تنجح العملية سوف يفقد عمله وبصره. يستمر رامي في إظهار غضبه من العلاقة ما بين إبراهيم وبسمة. كل الأطباء يذهبون إلى عمرو من أجل الوقوف إلى جواره في مشهد مؤثر. الكل يتوقع حضور ليلى ولكنها تظهر بعد أن ينصرف الجميع. يستقبل عمرو زيارة غير مرغوب بها من شخص من الماضي. شقيق ياسمين يظهر ويفسد مقابلتها مع حسام على كورنيش النيل.
- الحلقة 13
  - يحمل ولدان إلى قسم الطوارئ على أسرّة متحركة، وهما ضحايا حادث سيارة. ويتم الكشف عن أن أحد الولدين مسئول عن الحادث، الذي يتسبب في إصابة رجل بالشلل وهو يحتفل بتجارته التي حلم بها. يتم التخطيط لتفادي عقاب ذلك الرجل من خلال محاميه. وهي الخطة التي تهدف إلى قلب الحقيقة وراء المتسبب في الحادث من خلال شهادة أطباء موثوق فيهم بالمستشفى. بالرغم من تحذيرات يمنى تجد خيرية أن اهتمام فؤاد بها غير مضر. ويقوم رامي تحت إمرة فؤاد بمراقبة طريقة عمل خالد للتحريض على التوتر بين الصديقين. ويبدأ رامي في مراقبة كل حركة يقوم بها خالد باحثاً عن أي خطأ. حياة عائلة عزيزة تصبح مشوشة عندما يكتشفون أن ابنها وائل يعمل في ورشة ميكانيكي بدلاً من ذهابه إلى المدرسة. ليلى تزور عمرو مرة أخرى ويتشاركان لحظة مؤثرة. تنتهي الحلقة بمواجهة غير سارة عندما يزور رامي منزل بسمة ويفاجأ بوجود إبراهيم هناك.
- الحلقة 14
  - سمر زوجة إبراهيم تعبر له عن مدى الألم والفراق بينهما. بسمة تبدأ في الامتعاض من إبراهيم الذي يخفي علاقتهما. عزيزة تعيش حياة صعبة لأنها تعتني بجارتها أمال التي تعيش حياة زوجية صعبة. أمال تم الاعتداء عليها في قسم الطوارئ من زوجها. وأجبر الزوج من قبل خالد للموافقة على الطلاق بدلاً من دخوله السجن بتهمة الاعتداء عليها. والد رامي يستنكر عمله ويريد منه أن يترك المستشفى. ويرفض رامي متسبباً في خلاف كبير بداخل عائلته. بعد أن شاهد خالد إحدى محاولات فؤاد من أجل العودة إلى يمنى بدأ في تجاهلها ونسى أي مشاعر كان يكنها لها في يوم من الأيام. ويعيد خاتم خطوبتهما. فاطيما تستمر في البعد عاطفياً عن طارق. وتدرك أن مستوى أسرتها المادي سوف يقف في طريق سعادتهما بعد الزواج في ظل الغنى الفاحش لأسرة طارق. والدة طارق تكشف له عن نفس المخاوف. عزيزة تطمئن فاطيما وتقنعها بأن تتبع قلبها. تنجح جراحة عمرو. سيتغيب فؤاد عن المستشفى لمدة أسبوع ويختار رامي ليحل محله كمدير للمستشفى بدلاً من جلال، يصبح رامي مدير جلال. تواجه يمنى ليلى بعلاقتها المريبة بعمرو. ابن عزيزة الأصغر يدخل قسم الطوارئ بعد إطلاق النار عليه خلال مواجهة مع الشرطة. يهرع إبراهيم للطفل المفزوع ويكتشف أن الرصاصة قريبة للغاية من عموده الفقري وستسبب له الشلل مدى حياته. ويتم إدخال الصبي إلى غرفة العمليات وتكون عزيزة موجودة هناك أيضاً وهي تعمل في جراحة مجاورة. وبعد أن انتهت من مريضها هرعت لمساعدة إبراهيم وانهارت تماماً عندما اكتشفت أن المريض هو ابنها ويصارع من أجل الحياة. سيعيش ابن عزيزة، ولكنها ترفض تقبل ما يقوله إبراهيم بأن ابنها سيعيش بقية عمره وهو مشلول.
- الحلقة 15
  - وتستمر العلاقات الشخصية المليئة بالمشكلات ما بين الأطباء. رامي يخبر والده بترقيته في المستشفى ليصبح مديرها في غياب فؤاد، ووالده لا يبدي أي اهتمام. خالد ما يزال يتجاهل يمنى مع تزايد شكه في العلاقة الماضية بينها وبين فؤاد بعد المحاولات التي قام بها لاسترجاع يمنى. ينشأ صراع قوى للسيطرة على المستشفى ما بين رامي وجلال. دكتور عمرو يعود إلى المستشفى مستعيداً بصره بالكامل ومستعداً للعمل. خالد يحاول إرجاع معتز للعمل في المستشفى مرة أخرى لكي يستعيد حياته ومعتز يرفض. ياسمين وحسام يتفقان على موعد للزواج. تهديدات شقيق ياسمين تتحول إلى اعتداءات عليه عندما وجدت ياسمين حسام غارقاً في دمائه في إحدى الشوارع بعد أن اعتدى عليه بالضرب المبرح. دكتور جلال يتولى حالة خطيبها ويبذل كل جهوده، يموت حسام في غرفة العمليات. تصدم إبراهيم شاحنة وهو في طريقه لتناول الغداء مع بسمة. ولكنه بشجاعة ينقذ بسمة وطفلها بالتضحية بنفسه. يذهب دكتور عمرو ودكتور رامي في سيارة الإسعاف لإحضار صديقهما إبراهيم. والذي حالته خطيرة. واصطحب الطبيبان صديقهما المصاب بجروح خطيرة لغرفة العمليات مباشرة. بسمة وسمر يراقبان الوضع إلى أن يسمعا خبر وفاته.
- الحلقة رقم 16
  - يستمر "إبراهيم" في مصارعته الموت، في الوقت الذي يكتشف فيه "رامي" و"عمرو" أن صديقهم يحتضر بسبب إصابته الخطيرة في رأسه، وكذلك معاناته من الفشل الكلوي. مما يحتم عليهما إجراء العمليتين له في الحال. يبدو أن العمليتين قد تما بنجاح، لكن صديقهما يظل في حالة حرجة بحجرة العناية المركزة، حتى اللحظة التي تندفع فيها "صفية" إلى الدكتور " جلال" لتخبره بأن إبراهيم يعاني من فشل بالكلية المتبقية لديه. وفي أثناء محاولتهما لإنقاذ إبراهيم في حجرة العمليات، يستمر جلال ورامي في شجارهما سوياً. ثم ينهي جلال العملية بعد أن يأمر رامي بمغادرة الحجرة. تتقابل " سمر" و " بسمة" خارج حجرة العمليات. وعندما يدخلان الحجرة يبدو على كل منهما على حد سواء اهتمامهما وقلقهما تجاه إبراهيم الذي يرقد على الفراش ، لتكتشف سمر أن العلاقة بين بسمة وإبراهيم ليست علاقة مريضة بطبيبها. ثم تستقر حالة إبراهيم لكنه يظل موضوعاً على جهاز الغسيل الكلوي منتظراً الهبة التي سيمنحها إياه هذا الجهاز. يمسك دكتور " تامر" بالملف الذي يحوي أسماء الطلاب الجدد، ويقوم بقراءة أسماءهم بصوت عال في بهو الاستقبال. وتكتشف " منيرة" أنها قد رسبت ولن تستطيع أن تصبح دكتورة. في حين ينجح كل زملائها ومنهم " فاطيما" التي تفاجأ عندما تجد " عزيزة" التي تتهاوى من الألم على ابنها المشلول، وبرغم ذلك تأتي لتهنئها على نجاحها. وفي الوقت الذي تحرز فيه فاطيما هذا النجاح بالعمل تتدهور علاقتها بـ " طارق". يأتي ثنائي متزوج إلى المستشفى للبحث عن حل لمشكلتهما، ثم يكتشفا السبب وراء عدم قدرتهما على الإنجاب. تقاتل " يمنى" للحفاظ على علاقتها بـ " خالد"، لكنه لا يتعاون معها في ذلك.
- الحلقة رقم 17
  - تستمر قصة " عزيزة" عندما يقوم رجل الشرطة الذي يتولى البحث في قضية ابنها وائل، بالكشف عن أنه متورط في جريمة، وأن ذلك سيؤدي به إلى الحكم عليه بالسجن. أثناء تواصلهما مع المرضى، بدأ خالد بالحديث عن يمنى مع تامر بعد تلقيه تفهما من الأخير بإدراكه لحالتهما سوياً. يتلقى عمرو مكالمة تليفونية تهديدية جديدة من أحد معارفه القدامى، تجعله غير متزن. ولأنه يثق بخالد فقد ائتمنه بالإفصاح له عن المعنى الذي يكمن وراء هذا الموقف الدرامي المتكرر. يبدو والد رامي (الذي يغادر من أجل البحث عن عمل) شاحباً وضعيفاً، اصطدم الجزء الخلفي لسيارته بسيارة أخرى، فيفقد وعيه ويسقط بجوار عجلاتها. تأتي رامي مكالمة تليفونية من مكتب الاستقبال أثناء انهماكه في القيام بعملية جراحية، ليجد أنه استدعاءً له من سيارة الإسعاف حيث يوجد والده الذي يعاني من أزمة قلبية. ويأخذ رامي التليفون ليتحدث بكل عصبية مع المسعف على الطرف الآخر ويوبخه على مكالمته له أثناء انشغاله بالقيام بعملية يحاول بها إنقاذ مريض يرقد أمامه على طاولة العمليات. ويقوم المسعف بإجراء التعليمات التي أمره بها رامي لإنقاذ والده، لكن الأزمة كانت شديدة جداً، أدت لوفاة والد رامي أثناء تحدثه بالتليفون. ولم يتوقف رامي عن استكمال العملية، فكما يُعرف عنه فهو دكتور عملي ومحترف. لكنه عندما يصبح وحيداً بسيارته تتأجج مشاعره ويأخذ رامي في الانتحاب.
- الحلقة رقم 18
  - بعد انتهاء جنازة والده، يستمر رامي في إجراء العمليات بالمستشفى كعادته. يتولى كل من دكتور خالد ودكتور عمرو حالة فتاة صغيرة تأتي إلى المستشفى مصابة باختناق شديد أثناء الاحتفال بعيد ميلادها، ليكتشفا وجود ورم خبيث بحنجرتها. ودون الحصول على موافقة رسمية يقوم عمرو بإجراء عملية جراحية للفتاة إنقاذاً لحياتها. تعود دكتورة ماجدة إلى المستتشفى لإجراء عملية جراحية لأحد المرضى القادمين من قسم الطوارئ، وعندما تدخل حجرة العمليات تجده مع دكتور جلال الذي دعاها لمساعدته. يتدخل فؤاد فوراً ويطلب من ماجدة مغادرة حجرة العمليات ليشعر كل من ماجدة وجلال بالحرج. يأتي معتز إلى المستشفى لتسوية الخلافات القائمة بينه وبين ليلى زوجته، ولكنه لا يستطيع التغلب على الشائعات التي تلتصق بزوجته عن تصرفاتها مع دكتور عمرو. يكتشف تامر أنه أنسب شخص يمكنه أن يتبرع لصديقه إبراهيم بكليته. لكنه يشعر بخيبة الأمل عندما يرفض إبراهيم عرضه هذا. تدخل سيدة مصابة في حادث سيارة (كما يبدو من إصاباتها) إلى قسم الطوارئ . يقوم كل من دكتور خالد ودكتور عمرو بدفعها إلى حجرة الجراحة. وتنشب مشاداة كلامية بين الطبيبين أثناء إجرائهما العملية، وسرعان ما تتحول إلى قتال جسدي لا يقطعه إلا صوت مؤشر علامة الحياة (Vital Sign) راسماً خطاً مستقيماً دالاً على توقف التنفس. يعود انتباههما سريعاً إلى الفتاة التي تحتضر، فيهرول الاثنان لإنقاذها. في الاستقبال تعيد منيرة البهجة إلى كل من محمد حسين وحنان بمجموعة من المتدربين الجدد. تشعر فاطيما بالسعادة لرؤيتها صديقتها وهي تقوم بإنجاز تدريبها، وذلك بتطوعها بالقيام بإرشاد الطلاب الجدد بالمستشفى. يقوم طارق بإعاقة الجولة التي تقوم بها فاطيما ليظهر لها محاولته في استعادة جذب اهتمامها به مرة أخرى. يتلقى خالد مريضة تحتضر باللوكيميا في الاستقبال. وأثناء قيامه بعلاجها بمساعدة طبيبها (وحبيبها في نفس الوقت) يكتشف خالد المعنى الحقيقي للحب، الشفقة والالتزام مدى الحياة. فقد أدرك تماماً ما يجب عليه فعله ليضمن حياة سعيدة مع يمنى. وتأتي نهاية الحلقة بوجود إبراهيم بحجرة العمليات 1، وبسمة بحجرة 2، حيث قامت بالتبرع بكليتها لإبراهيم بعد رفض زوجته القيام بذلك.
- الحلقة رقم 19
  - تقوم يمنى بمعاجلة مريضة هي في الحقيقة نتيجة لاكتشافها الشخصي، كانت تخون زوجها، وتورطت يمنى في كارثة عندما أتى زوج المريضة، حيث أصبحت لا تستطيع أن تقرر أن تحجب عنه أو تبوح له بسر مرضها. يصيب فاطيما الإرهاق جراء مضايقات طارق لها حول زواجهما المعلق، مما يجعل مريضاً مسناً يسدي لها بالنصيحة عندما يلاحظ العلاقة القائمة بينهما. بعد امتثالها للشفاء، تصر بسمة على زيارة إبراهيم للاطمئنان عليه، لكنها تقوم بإلقاء نظرة عليه عن بعد عندما اكتشفت وجود سمر بالحجرة. يعود رامي إلى مريم، لكنه يشعر بالذهول عندما يفكر فيما قالته له مريم حول ما هو قائم بين ابنه وبين بسمة.
- الحلقة رقم 20
  - أصبحت غرف الطوارئ مشغولة عندما دخلت سيدة وابنها إلى قسم الطوارئ إثر إصابتهما بحادث سيارة مروع. عندما كانت يمنى تصارع من أجل إنقاذ الولد، كان كل من خالد وعمرو يقومون بإنقاذ الأم. وسرعان ما يتدخل فؤاد ويسحب القيادة من خالد ليقوم عمرو بالمهمة. يبدي خالد اعتراضه بصوت عال مما يجذب انتباه يمنى بالـ غرفة الطوارئ الأخرى. ونتيجة لذلك يجبر خالد على متابعة يمنى أثناء إعطائها الأوامر النهائية للممرضة، ليجد أن هذه الممرضة (التي تتولى العناية بالولد الذي تقوم يمنى بعلاجه) تشعر بالذعر مما يحدث حولها. يكتشف خالد أن شجاره مع فؤاد يتسبب في إحداث بلبلة تجعل يمنى تخطئ في فصيلة الدم التي كان يتوجب عليها إعطائها للولد، مما يؤدي إلى وفاته. يشعر خالد بالذنب تجاه ما قامت به يمنى، ويحمل على عاتقه مسئولية ما حدث، فيقوم بالتزوير في توقيع يمنى على جدول إعطاء الأدوية. ويقوم فؤاد في الحال بفصل خالد نتيجة هذا الإهمال. اجتمع الأطباء لمساندة صديقهم، والاحتجاج على فصله. يجد دكتور عمرو بدولاب الملابس الخاص به ورقة تحمل تهديداً من شخص كان على معرفة به في الماضي. ظل إبراهيم فاقداً للوعي في حجرة العناية المركزة، في الوقت الذي ينتظر فيه الأطباء نجاح زراعة الكلية الجديدة. يبحث عمرو عن ليلى للاعتراف لها بمشاعره. تنتظر سمر بجوار إبراهيم الذي ينادي باسم بسمة. يغادر خالد المستشفى بعد فصله نتيجة خطأ يمنى.
- الحلقة رقم 21
  - تعتقد يمنى أن فؤاد قام بفصل خالد نكاية بها. يقدم فؤاد جدول إعطاء الأدوية الذي يحمل توقيع خالد على إعطائه الإذن بالدم الخاطئ. بينما يقوم باقي الأطباء بالتحضير للاحتفال بعيد ميلاد عزيزة. وأثناء تجمعهم بالاستقبال تقوم يمنى بسؤال ليلى حول سلوكها تجاه عمرو ومعاملتها لدكتور معتز المترتبة على ذلك. مضايقة يمنى المتواصلة تستمر خلال سيرهما بطرقات المستشفى حتى وصولهما إلى حجرة الاستقبال، حيث قاموا جميعاً بمفاجأة عزيزة بهذا الاحتفال. إصابة ليلى بالإرهاق بسبب الشائعات المنتشرة في أنحاء المستشفى عن سلوكها تجاه عمرو أصابها بخيبة الأمل وجعلها تصرخ في وجه كل الحاضرين بالاحتفال، وفضح نقاط ضعفهم جميعاً: تجاهل رامي لمريم لشعوره لأنه يشعر بالحيرة تجاه العلاقة القائمة بين بسمة وإبراهيم، عدم قدرة يمنى على حل مشكلاتها مع خالد، عدم قدرة خالد على إثناء فؤاد عن تدميره لأخلاقيات المستشفى، وأخيراً قدرة عزيزة على تشجيع الأطباء ولكنها لا تستطيع جمع أفراد عائلتها في بيت واحد. بعد إنهائها حديثها الصاخب، قامت ليلى بمغادرة المستشفى تاركة الجميع مصابين بصدمة شديدة. يعود السيد عبد الله مدير المستشفى ليفصل فؤاد عن العمل ويعيد تعيين جلال مرة أخرى. يسلم رامي استقالته إلى جلال. وأخيراً يستسلم لما يريده والده أن يكون عليه. ويغادر المستشفى تاركاً وراءه حياته كطبيب بحجرة الطوارئ. إقامة حفل زفاف فاطيما وطارق المبهج يساعد الأطباء على نسيان الصعوبات التي يواجهونها بالمستشفى. ويطلب خالد من يمنى أن تحدد ميعاداً لزواجهما. يظل دكتور تامر بالمستشفى بينما يحتفل الجميع بالزفاف مستهيناً بمكالمات زوجته التليفونية له وبما تخبره به من خلال تلك المكالمات، حتى إنه لا يرد عليها في المكالمة التالية. وعند عودته لمنزله، يجد كارثة في انتظاره.و توفيت ريهام زوجة د.تامر بين ذراعي د.تامر .
- الحلقة رقم 22
  - يقوم جلال بإعادة تعيين دكتور خالد بعد اعتراف يمنى بأنه كان خطؤها هي وليس خالد هو من تسبب في قتل الصبي. أصيب الأطباء بالصدمة عند سماعهم خبر وفاة زوجة تامر، بل إنهم صُدموا أكثر عندما عاد تامر بعد الوفاة لمباشرة عمله. يأتي إلى قسم الطوارئ اثنان من المتصارعين أدت المنافسة بينهما إلى تبادلهما الضربات القاتلة، التي أدت إلى إصابة أحدهما إصابة بالغة بالرأس تستوجب إجراء عملية عاجلة. فوجئ الأطباء بتطوع تامر للقيام بإجراء هذه العملية الخطيرة، ويوافق جلال على ذلك، لكن تامر يظهر أول علامة على حزنه العميق الذي كان يخفيه عندما انهار في منتصف إجرائه للعملية. ولكنه سرعان ما يتمالك نفسه ويستعيد قوته لينقذ حياة المتصارع. بعد استعادة جلال لمنصبه كمدير للمستشفى، يعيد تعيين ماجدة مرة أخرى كمساعدة له.
- الحلقة رقم 23
  - هذه الحلقة تقدم أطباء ومتدربين جدد ينضمون إلى المستشفى. وهم أربعة أطباء، الأول يدعى هشام (طارق لطفي)، طبيب الجراحة، الذي يبدو مثيراً للمتاعب. عندما قابله خالد أظهر تجاهله لمحاولة خالد التواصل معه. كما أظهر هذا السلوك مرة أخرى تجاه تامر في استراحة الأطباء. سليم (ياسر جلال) وهو طبيب متمرس، لديه خبرة عالية بالطب، ولديه مثلها في النساء. وسرعان ما سلط بصره على منيرة. هدى (حنان مطاوع) تبدو طبيبة واثقة من نفسها، لكنها تفتقد للأمان عندما تتورط في علاقة عاطفية. نجوى (درة) الجميلة والمنفتحة على العالم، والتي ترغب في استكشاف مكان عملها الجديد وزملائها به. وغالباً ما يؤدي انفتاحها هذا إلى حدوث سوء تفاهم مع الآخرين. يوسف (أحمد حاتم) وهو متدرب وسيم، ويأخذ الدراسة على محمل الجد. عيشة (إيمي سمير غانم) متدربة جديدة، تبحث دائماً عن الحب، لكنها مثل يوسف شغوفة بالتعلم ومعرفة كل ما تستطيع عن الطب والمستشفيات. شذى (يسرا اللوزي) متدربة جميلة التي أتت بالمعرفة والإلمام بعالم العمليات الجراحية. أمير (رمزي لينر) متكاسل، كاذب ومخادع. فهو يقضي وقته في التودد إلى أصحاب السلطة بالمستشفى بدلاً من قضائه في المعرفة والاجتهاد الذاتي. يخرج إبراهيم من حجرة العناية المركزة. بينما كان مقيداً بالكرسي المتحرك، كُلف بمهمة التدريس للطلاب الجدد.
- الحلقة رقم 24
  - يحاول الأطباء والمتدربون الجدد التأقلم على المحيط الجديد. يواصل سليم ملاحقته لمنيرة. يقوم خالد بمواجهة هشام بمعاملته الفظة لطاقم الأطباء. يشق سليم طريقه في العمل من خلال اشتراكه في إجراء عملية غاية في الصعوبة في حضور كل من دكتورة هدى ويوسف. تقوم دكتورة هدى بشرح العملية ليوسف، لكن سليم يوبخها بحدة ويجبرها على مغادرة حجرة العمليات. بعد ذلك يراها يوسف وهي تبكي ويحاول تهدئتها. شذى لديها الرغبة في تبادل المعلومات الطبية بالحصول على مالا تعرفه والإسداء للآخرين بما تعرفه. كما أصابت دكتور خالد بالدهشة عندما اقترحت عليه طريقة جديدة لإصلاح الكسور التي تصيب الفقرات. قامت حنان بتهدئة عيشة بعد أن قام أحد المرضى بإهانتها، كما طلبت حنان من هذا المريض الطائش الاعتذار لعيشة. تعمد إبراهيم ترك أمير يقوم وحده بخياطة جرح بالرأس لإحدى المرضى، لكن أمير بعد معاناة يخفق في ذلك، بل ويسبب ألماً للضحية المصابة، فيقوم جلال بأخذ الخيط والإبرة ليقوم بغلق الجرح بكل مهارة. يزيف أمير طريقته في إجراء العملية الجراحية، بنفس الزيف الذي يسلكه في أي عملية بشكل عام. لاحظ كل من دكتور جلال ودكتور خالد من خلال الاجتماع بالأطباء الجدد، مدى استعدادهم على التعاون مما أثار إعجابهما. تقوم نجوى المنفتحة اجتماعياً، بالدعوى لإقامة حفل تحاول من خلاله الجمع بين الأطباء القدامى وأمثالهم الجدد.
- الحلقة 25:
  - د. هدى تبدي إعجاباً بالمتدرب الجديد يوسف وتطلب منه أن يساعدها في جولتها اليومية على المرضى. دكتور خالد يحاول التقرب من دكتور هشام ذو الطابع الخاص لأنه يعرف أنه شخص طيب وكذلك فهو جراح ممتاز. دكتور سليم يستكمل متابعة منيرة التي تحبه في الواقع. يوسف يجهل تماماً مشاعر هدى ويقترح لها اسم زميل آخر بدلاً منه. فهو لديه موضوع هام ليناقشه مع عائشة، هل هي فعلاً ما يبحث عنها؟ لكن والدتها لديها مخططات أخرى فهي ترتب لعائشة مقابلة مع عريس لها بعد انتهاء عملها. خالد يعلن أنه في انتظار تحديد موعد زفافه مع يمنى. إبراهيم يصارع مع انهيار حياته الشخصية ويؤكد لابنه أنه سيظل دائماً قريباً منه حتى لو عاش في مكان آخر. خالد يجبر على التعاون مع هشام لمعالجة حالة طارئة لحادث سيارة. هشام يتجاهل أسرة الضحية متوجهاً إلى غرفة العمليات. شذى تعجب بطريقة خالد في مساندة أسرة الضحية وتريد أن تتعلم منه هذا. خالد يعطيها الفرصة بأن تبشر الأسرة بنتائج العملية. يتزايد شعور إبراهيم بالإحباط حيث يشعر أنه مسجون في كرسي متحرك. مما يجعل شعوره بالعجز يتنامى خاصة تجاه بسمة وتجاه ما تستحق أن تحصل عليه في الحياة ومنه كشريك. بسمة تصرح له بحبها. دكتور عمرو يتلقى اتصالاً من صديقه المجرم مما يجعله يغادر المستشفى ويلتقي به وينتهي الأمر بطريقة مأسوية.
- الحلقة 26:
  - تحاول ليلى الاتصال بعمرو لكنه لا يرد عليها، فهو ملقى على الأرض في الشارع بين الجثث وحطام مقهى مدمر. عائشة مصدومة في يوسف ولكنها تدرك أن مشاعره الرومانسية قد تأخذه بعيداً. نجوى تزيل دعوات الحفلة الخاصة بها بناء على نصيحة جلال. حيث أن شخصيتها وحياتها خارج المستشفى يساء فهمها داخل المستشفى. سليم يلتقي بابنة جميلة لأحد المرضى ويدعوها للغذاء ليثير غيرة منيرة التي التقت الطعم وأصبحت فريسة له. إبراهيم يخرج من سيارة بسمة ويدخل إلى المستشفى دون الكرسي المتحرك. يحي موظفي المستشفى إبراهيم وهو يتحرك بين طرقات المستشفى باستخدام العكاز. تهرع لداخل المستشفى مدمنة هيروين تعاني من تأثير جرعة زائدة مقتحمة أبواب غرفة الطوارئ ومعها ابنها الصغير . هشام يحاول أن يتولى هذه الحالة المشحونة بالمشاعر، ولكن هل تستطيع هذه الحالة أن تزيد ثقة الجميع بهشام؟ محمد حسين ينقلب عالمه رأساً على عقب حين يتم تعيين زوج والدته خليل للعمل معه في مكتب الاستقبال. المريضة التي كانت تعاني من جرعة زائدة من الهيروين تغادر المستشفى بعد إنقاذ هشام لها. تترك المريضة ابنها في الاستقبال مع خليل وتغادر والدموع تملأ عينيها. هشام يحاول إقناع الطفل أن والدته لن تعود أبداً. لكن الأم تعود مرة أخرى. إبراهيم يترك زوجته وابنه وينتقل ليعيش في شقته الخاصة.
- الحلقة 27:
  - خالد ويمنى يبدأن ترتيبات زفافهما. وكلاهما يعرف أن العيش مع والد خالد في نفس المنزل سيؤدي للكثير من المشكلات. أمير، أحد المتدربين الجدد، يعاني من جروح على وجهه ويعالجه الدكتور إبراهيم، الذي يبدأ في خياطة جروح تلميذه ويشعر بالمعاناة التي يمر بها. إبراهيم يستمع إلى قصة أمير الذي جرح نتيجة إنقاذه لفتاة تتعرض لمضايقات في الطريق. هذه هي القصة التي سيحكيها أمير لأي شخص مستعد أن يستمع له. يوسف يتقرب من حبه الجديد شذى ولكنها ليست مهتمة بأي علاقة سواء مع يوسف أو غيره في هذا الوقت. هشام مريض ويفقد قدرته على الكلام. خالد يستفيد من وضع هشام. إبراهيم يكشف لطلابه أنه يستطيع المشي الآن دون استخدام العكازات، فيهتفون فرحاً به. تامر يبدأ في إظهار الاهتمام بنجوى. ضحية شجار عنيف يدخل من أبواب غرفة الطوارئ. خالد يعرف من خلاله حقيقة قصة الشجار المختلقة التي حكاها أمير الذي افتعل الشجار من البداية. خالد ينتزع اعتراف أمير حول حقيقة الأمر أمام الدكتورة ماجدة وكل موظفي المستشفى. الحلقة تنتهي بحادث مروع لسيارة إسعاف المستشفى التي تقل أحد مرضى إبراهيم واثنين من أكثر المسعفين ثقة.
- الحلقة 28:
  - عمرو في غيبوبته ويقاتل من أجل حياته في وحدة العناية المركزة. خالد يخبر تامر أن عمرو قد يفارق الحياة. أمير يصف الدواء الخطأ لمريض على وشك الموت، ويلقي باللوم على حنان لهذا القرار. جلال يسانده في هذا الاتهام. سليم يواصل التلاعب بمنيرة. محمد حسين يعلن عن تحطم سيارة الإسعاف الخاصة بالمستشفى وعن هوية الضحايا. كل الأطباء ينتظرون خارج المستشفى استعداداً لقدوم الضحايا وإسعافهم. يتكاتف الجميع فعلاً لإنقاذ أصدقائهم من موظفين وأطباء. الموقف مشحون عاطفياً جداً مما يؤثر على خالد كثيراً الأمر الذي يجعل سليم هو الذي يسيطر على غرفة العمليات. وللأسف في النهاية يموت جميع الضحايا. الأطباء يجلسون في صمت وصدمة في غرفة الأطباء، تامر عندما يدخل إلى هناك ليحاول أن يخفف عنهم. هذا هو المستشفى حيث المرضى الذين يأتون وإن شاء الله، يخرجون وهم أصحاء. وغرفة الطوارئ هو المكان الذي يجب أن يكون مستعداً للحالات الطارئة تأتي في أي وقت. مرة أخرى نعود لغرفة العناية المركزة، عمرو يستفيق من الغيبوبة العميقة ويحاول إخبار الممرضة بشيء يبدو مهماً لكنها لم تفهم ما يقول. خالد يندفع إلى الغرفة ليعرف ما يريد أن يقوله عمرو لكنه يرجع مرة أخرى إلى غيبوبته العميقة. ليلى في منزلها مريضة، تشعر ليلاً بالغثيان وتكتشف أنها حامل. الحياة تعود مرة أخرى إلى المستشفى وخالد يوزع المزيد من دعوات الزفاف.
- الحلقة 29:
  - خالد يوزع دعوات زفافه لكل من يقابله في المستشفى. تامر لم يعد يفكر في نجوى كزميلة له ولكن يفكر فيها الآن كزوجة في المستقبل. عائشة تصف زوجها المثالي والحياة التي تحلم بها ليوسف، وفجأة يدرك أن هذه هي أحلامه أيضاً. تامر يكشف عن رغبته في الزواج من نجوى لصديقه إبراهيم الذي ينصحه بأخذ بعض الوقت للتحقق من مشاعره. تامر لا يقتنع بهذا ويتخذ قراره. طبيعة هشام المتشككة تشكل عائقاً مرة أخرى عندما يضطر لإبلاغ أم أنها على وشك الموت. ولكنه يستطيع إنقاذ الطفل ابنها، ولكنه محبط للغاية أن كل طاقاته ومهاراته لا تساعده على تخفيف آلام هذه المرأة التي تعاني من مرض مميت لها. تواجه الدكتورة ماجدة أمير بكذبه والحكاية التي ألفها. خالد يزور رامي في فيلته ويدعوه إلى عرسه على يمنى ويحاول إقناعه بالعودة إلى العمل في المستشفى الذي ينتمي إليها. لكن رامي يرفض وكذلك يخبره أنه سيسافر للخارج للإشراف على افتتاح مستشفيات أخرى. معتز يظهر في المستشفى وبحماس يعانق ليلى، ويظهر فرحته بأمر الطفل الذي ينتظره . ليلى تزور عمرو وتتحدث إليه كما لو كان واعياً، وتقول له إنها حامل بطفل معتز. تامر يصرح بحبه لنجوى التي يكتشف أنها لا تبادله نفس المشاعر فمشاعر نجوى لتامر مختلفة. إنه مجرد صديق لها ليس أكثر. في لحظة من الوضوح، تامر يدرك أنه كان يحاول استخدام نجوى لملء الفراغ في حياته بعد وفاة زوجته. الحلقة تنتهي بوجود تامر في بيته وسط أولاده وهو يبكي.
- الحلقة 30:
  - يوسف يعترف بحبه لعائشة، ويجد أن أهدافهما في الحياة تتماشى مع بعضهما البعض. تدخل حالة جديدة إلى غرفة الطوارئ. شذى، عائشة، أمير وسليم يندفعون لتقييم الوضع ويفاجأوا أن المرأة التي على وشك الموت من الفشل الكلوي هي في الواقع المرأة التي يحبها دكتور إبراهيم بسمة. كليتها غير قادرة على العمل وحياتها تقع في أيديهم. سليم ينجح في استعادة استقرار حالة بسمة ويأمر المتدربين بمراقبة عن كثب في وحدة العناية المركزة. يحرص الطلاب على البقاء مع بسمة في جميع الأوقات حيث أن حالتها لا تزال حرجة. وتحت أعينهم الساهرة، بسمة تصاب بتشنجات. إنها تموت أمامهم. أمير يهرع لإيجاد سليم ويترك شذى وعائشة يكافحون من أجل معرفة سبب تشنجات بسمة. شذى في حالة من الذعر، تضخ جرعة ضخمة من المصل في العصب الرابع لبسمة. القرارات السريعة والمحاولات الكثيرة لحفظ حياة بسمة تتسبب في وفاتها. الجميع في حالة صدمة، بسمة جثة هامدة ؛ فهي صديقة لطاقم المستشفى، والدة طفل رامي، وحبيبة إبراهيم. يسرع إبراهيم إلى المستشفى ليبحث عن بسمة. على الرغم من محاولات محمد حسين لمنعه، لكنه دفعه واستكمل البحث عنها. لكنه يجدها ميتة في وحدة العناية المركزة. إبراهيم ينهار ويحمل بسمة بين ذراعيه. لحظات من الصمت بين أمير وعائشة وشذى. أمير يروي لجلال كيف ماتت والجميع يصارع من أجل مساعدتها، دون ذكر أمر الحقنة التي أعطيت لها عن طريق الخطأ من قبل شذى والمرجح أنها السبب في موتها. الخبر ينتشر بسرعة. رامي يعود إلى منزل زوجته مريم ويخبرها بوفاة بسمة وهو مصدوم وحزين، ترى ماذا سيحدث لابنه؟ إبراهيم يذهب إلى سمر منهاراً كاشفاً لها عن هذه الأنباء. الحياة تعود للأسرة المستشفى. ويختتم الموسم في عرس خالد ويمنى. وثمة حقيقة واحدة لا تقبل الجدل: أبواب غرفة الطوارئ ستستمر مفتوحة لتستقبل أشخاصاً في حاجة إلى الرعاية والعلاج وبعضهم يجدون أنفسهم محظوظين للخروج والمضي قدماً في حياتهم.

## الجزء الثالث إنتاج 2012
بدء عرض الجزء الثالث من يوم الأحد 12 مايو 2013 علي قناتي النهار والنهار دراما من يوم الأحد للخميس من كل أسبوع

### القصة
بعد النجاح العظيم الذي حققه الجزء الأول والثاني للمسلسل الدرامي الطبي “لحظات حرجة”، تم إنتاج الجزء الثالث للمسلسل.
تعاونت مجموعة مصطفاة من مؤلفي ونجوم السينما والتلفزيون لإنتاج هذا العمل الضخم.
يتسم المسلسل بإيقاع مثير ومشوق، مما يحفظ انجذاب المشاهد باستمرار ويزيد ترقبه للأحداث التي ستقع في الحلقات التالية.
في الجزء الثالث من “لحظات حرجة”، نغوص أكثر في أعماق علاقات الأطباء ببعضهم البعض، فتنكشف لنا أسرار حياتهم الشخصية ونجاحاتهم ومآسيهم وعلاقاتهم وقصص حبهم وأفراحهم وأحزانهم. في هذا الجزء، سيتمكن المشاهد من التعرف عليهم كلهم والتعاطف العميق مع من يتزوجون منهم ومن يقعون فريسةً للمرض ومن يعيشون حياة سعيدة ومن يموتون.
الجزء الثالث يقدم بعض الأبطال الذين رأيناهم في الجزء الأول والجزء الثاني، بالإضافة أبطال جدد متميزين انضموا إليهم.

### الشخصيات الرئيسية
| الشخصية   | الممثل           | الدور          |  | الشخصية | الممثل       | الدور                      |
| --------- | ---------------- | -------------- |  | ------- | ------------ | -------------------------- |
| خالد      | محمود عبد المغني | طبيب           |  | عمرو    | أمير كرارة   | طبيب                       |
| نجوي      | درة زروق         | طبيبة          |  | سليم    | ياسر جلال    | طبيب ومدير المستشفى الجديد |
| هشام      | طارق لطفي        | طبيب           |  | رامي    | عمرو واكد    | طبيب                       |
| محمد حسين | أحمد راتب        | موظف الأستقبال |  | ماجدة   | سوسن بدر     | نائبة مدير المستشفي        |
| هدي       | حنان مطاوع       | طبيبة          |  | تامر    | نضال الشافعي | طبيب                       |
| إبراهيم   | عمار شلق         | طبيب لبناني    |  | ليلي    | إنجي المقدم  | طبيب                       |
| عائشة     | إيمي سمير غانم   | طبيبة شابة     |  | شذي     | يسرا اللوزي  | طبيبة شابة                 |
| عزيزة     | صفاء الطوخي      | كبيرة الممرضات |  | حنان    | صفاء جلال    | موظفة الأستقبال            |
| جلال      | يوسف فوزي        | نائب المدير    |  | يوسف    | أحمد حاتم    | طبيب شاب                   |
| أمير      | رمزي لينر        | طبيب شاب       |  | منيرة   | علا رشدي     | طبيبة شابة                 |

### فريق العمل
- مدير الإنتاج: عمرو المصري
- المدير التنفيذي للإنتاج: عصام صابر
- المنتج الفني: أمين المصري
- الإشراف على السيناريو: أحمد الناصر
- تأليف: د. تامر إبراهيم - د. أحمد حسب النبي - د. محسن محمد - ماجد عبد العزيز - أكرم مصطفى - مصطفى عويضه
- إخراج : شريف عرفة

### الممرضات
| الشخصية | الممثل        |  | الشخصية | الممثل      |
| ------- | ------------- |  | ------- | ----------- |
| أمال    | سلوى محمد على |  | أمينة   | إيمان لطفي  |
| ياسمين  | ياسمين القماش |  | صفية    | إيمان السيد |
| سوسن    | وفاء الشرقاوي |  |         | إيمان إمام  |
|         | سمر جابر      |  |         | داليا رمزي  |
|         | سهي حسني      |  |         |             |

### شخصيات ضيوف الحلقات
| الشخصية       | الممثل          | الدور               | عدد الحلقات |  | الشخصية           | الممثل         | الدور                  | عدد الحلقات |
| ------------- | --------------- | ------------------- | ----------- |  | ----------------- | -------------- | ---------------------- | ----------- |
| مها           | داليا إبراهيم   | مريضة               | 21          |  | مجدي              | نبيل نور الدين | مريض أحب د. هدى        | 14          |
| سلوى          | عزة بهاء        | أخت د. ليلى         | 10          |  | حسام              | ياسر صادق      | أخو د. هشام            | 8           |
| ياسمين        | جيهان أنور      | مربية أطفال د. تامر | 7           |  | سليمان            | لطفى لبيب      | والد خالد              | 6           |
| والدة مها     | وفاء سالم       | والدة مها           | 6           |  |                   | محمد محمود     | والد أمير              | 5           |
| أ. أيمن       | محمد الشقنقيري  | من الجماعة المتطرفة | 5           |  | يمنى              | بشري           | طبيبة سابقة وزوجة خالد | 4           |
| سمر           | عبير رفعت       | زوجة د. إبراهيم     | 3           |  | أبو عبد الله      | حبيب غلوم      | صاحب المستشفى          | 3           |
| طبيب نفسي     | تميم عبده       | طبيب أخو د. هشام    | 3           |  | عامر              | هشام عبد الله  | مقدم شرطة              | 3           |
|               | هاني كمال       | طبيب                | 2           |  | د. ممدوح          | عبد الرحيم حسن | طبيب ابن عزيزة المعاق  | 2           |
| نشوى          | إيناس نور       | أخت خالد            | 2           |  | جمال              | عزت بدران      | طليق الممرضة أمال      | 2           |
| الضابط        | خالد عبد السلام | مقتل منيرة          | 2           |  |                   | ثريا إبراهيم   | أم محمد حسين           | 2           |
|               | جيهان قمري      | سيدة الخادمة        | 2           |  | م.إخلاص           | سهير الباروني  | مريضة مسنة             | 1           |
| م. ملك        | دينار           | والدة مريض          | 1           |  | أ. سمير           | فاروق نجيب     | مريض                   | 1           |
| د. عبد المجيد | حمدي السخاوي    | طبيب د. عمرو        | 1           |  | أحمد              | حسام الحسيني   | مغني الراب             | 1           |
| المهندس هاني  | إميل وديع       | أخو د. جلال المسجون | 1           |  | عبد السيد الحديدي | أسامة عباس     | كاتب ومريض             | 1           |
| عم شوقي       | يوسف العسال     | مريض                | 1           |  | طبيب نفسي         | سعيد صديق      | طبيب د. عمرو           | 1           |
| مهدى          | محمد أبو داوود  | زوج مريضة           | 1           |  | رانيا             | حورية فرغلي    | مريضة ضربها زوج        | 1           |
| مريض          | جمال إسماعيل    |                     | 1           |  |                   | وليد فواز      | ابن مريض               | 1           |
| الفنانة سميرة | دلال عبد العزيز | مريضة               | 1           |  | أ. نبيل           | مجدي صبحي      | زوج مريضة              | 1           |
| مريضة         | تهاني راشد      | مريضة               | 1           |  |                   | ميرهان حسين    | ابنة مريضة بالتبني     | 1           |

بالاشتراك مع: عيد رفعت - زيبن السبكي - بريهان باهر - هشام دويك - مروة الأزلي - محمد دسوقي - أحمد رجب - رباب طارق - هاني عبد الحي - مصطفى حجاج - حسن عبد الله - أحمد سمير - وائل سامي - دنيا صالح - أشرف بوزيشين - ميس طه - رغدة أيوب

### الحلقات
- الحلقة الأولى:العائلة أولا
  - تبدأ الحلقة الأولى من الجزء الثالث بخناقة بين يمني وحماها أبو د. خالد ومحاولة أعتذار خالد لها وإستمرار تهرب د. سليم من د. منيرة وتهرب د. شذى من د. أمير وأصطحاب د. تامر لولديه للمستشفى لغياب الشغالة، ويقرر د. إبراهيم العودة للعمل وعند وصوله تأتي للمستشفى العديد من المرضى في عربيات الإسعاف أثر حادث إرهابي في مستفى مجاور مما يقلب المستشفى رأسا على عقب، وإستمرار حزن عزيزة لتأخر علاج أبنها المشلول ويعنف د. سليم د. شذى في العمليات وتنتهي الحلقة بمجيء د. ليلى للولادة
  - ضيوف الحلقة:بشري - عبير رفعت - لطفى لبيب - نبيل نور الدين - داليا إبراهيم - عبد الرحيم حسن - إيناس نور
- الحلقة الثانية:أمنية أم
  - تخبر د. منيرة د. سليم بموافقتها على السفر ولكنه يخبرها بتأجيل السفر ويطلب د. تامر الممرضة أمينة لكي تجلس مع الأطفال وتأتي حالة تسمم لطقل وأم ويرفض د. سليم تولى حالة د. هدى فيوبخه د. جلال على ذلك ويكتشف ان حالة تسمم الأم وطفلة نتيجة للهروين الذي خبأه أبنها في علبة بالمطبخ وتنجب د. ليلى بنت على يد د. هدى والتي تقرر عمل العملية للمريض مجدى، ويطلب كمال طليق الممرضة أمال العودة إليها ولكن تطلب منه الانتظار لتفكر
  - ضيوف الحلقة: - نبيل نور الدين - داليا إبراهيم - عزت بدران - جيهان أنور
- الحلقة الثالثة:أريد أن تعرف
  - تسمع د. هدى حديث الممرضة أمينة عنها فتوبخها فتتمادى الممرضة معها وتشخص د. شذى حالة مريض يخطئ د. إبراهيم في فصحها وتتحدث سلمي أخت د. ليلى بخصوص د.عمرو ود.معتز وخاصة بعد إنجابها لطفلة صم تذهب د. ليلى لد. عمرو الغائب عن الوعي لتتحدث معه وتتحدث د. منيرة مع د. سليم فيعنفها كما يحذرها د. جلال بخصوص ذلك فيسخر منها د. أمير ويكتشف د. خالد حب د. هشام للمريضة مها وتخبر د. هدى مريضا أ. مجدي بنجاح العملية وتعود د. ليلى لمنزلها فيعود د. خالد أيضا بعد البيات في المستشفى
  - ضيوف الحلقة: بشرى - نبيل نور الدين - داليا إبراهيم - عزت بدران - عزة بهاء
- الحلقة الرابعة:تعرف على إبنتي
  - يذهب د. خالد إلي المستشفى سعيد ويغني مع د. تامر في غرفة العمليات وتتشاجرا لموظفة حنان مع محمد حسين مما يجعل د. ماجدة توبخهما وتبدأ حالة أعجاب بين د. هدى ومريضها أ. مجدي بالإضافة لإعجاب د. هشام بمريضته مها ويصل إلي المستشفى بعض الأطفال ويموت أحدهم على يد د. نجوى التي تتذكر موت أخيها الصغير مثلما مات الطفل على يدها فتواسيها د. ليلى والممرضة عزيزة وتبدأ حالة إعجاب بين الممرضة عزيزة ود. ممدوح إلذي يعالج إبنها المشلول ويتشاجر د. أمير مع أبيه الذي يعنفه لسقوطه المتكرر
  - ضيوف الحلقة:لطفى لبيب - وفاء سالم - داليا إبراهيم - نبيل نور الدين - عبد الرحيم حسن - عزة بهاء - إيناس نور
- الحلقة الخامسة:ابن أبيه
  - يتحدث د. تامر مع د. إبراهيم حول زوجتيه سمر وبسمة وياتي والد خالد لزيارته بالمستشفى وتحس د. ليلى بتقدم د. عمرو ولكن لا أحد يصدقها ويفيق د. عمرو قليلا من الغيبوبة لثواني
  - ضيوف الحلقة: عبير رفعت - عزة بهاء - سهير الباروني - لطفى لبيب - نبيل نور الدين - داليا إبراهيم - ياسر صادق
- الحلقة السادسة:كن هناك من أجلي
  - يتحدث د. تامر لإبراهيم حول حبه لد. شذى ويغير د.أمير من تقرب د. شذى لد. إبراهيم يهدد د. سليم د. منيرة بسبب كتابتها لورقة على سيارته فتخبره بحملها منه وتقوم د. هدى بعملية زرع كبد لمريضة ويعرض أ.مجدي على د. هدى الخروج للعشاء ويفيق د. عمرو ويتحدث إليه د. خالد ود. تامر
  - ضيوف الحلقة:نبيل نور الدين - داليا إبراهيم - دينار - ياسر صادق
- الحلقة السابعة:نصيحة صديق
  - تذهب د. ليلى لد. عمرو لتطمئن عليه زيتحدث د. هشام مع د. نجوى حول حبه للمريضة مها وكيفية إخبارها وتتحدث د. عائشة لد. شذى حول زيارتها لعائلة د. يوسف ويحاول د. هشام التحدث مع المريضة مها ويطلب د. أمير الخروج مع د. شذى فتوافق ويكتشف د. تامر إدمان خادمته ويطلب د. يوسف من عائشة تحديد ميعاد مع والدها للارتباط بها ويهدد محمود أخو د. منيرة د. سليم فيهدده بفضحها
  - ضيوف الحلقة: فاروق نجيب - داليا إبراهيم - وفاء سالم - جيهان أنور
- الحلقة الثامنة:يوم عائلى حلو مر
  - تتشاجر الممرضة آمال مع زوجها جمال وياتي د. تامر بطفليه للمستشفى فترفض الممرضة أمينة رعايتهم وتأتي د. ليلى بطفلتها ويحذر د. سليم منيرة من مجيء أخيها ثانية ويقوم د. هشام بعملية خطيرة لمريض ويعرض أ.مجدي الزواج على د. هدى ويستمر اكتئاب د. خالد نتيجة لتصرفات والده مع زوجته وتنتهي الحلقة بإطلاق محمود أخو منيرة الرصاص على د. سليم في الاسانسير وهو مع د. جلال ود. منيرة وأخرين
  - ضيوف الحلقة:لطفي لبيب - نبيل نور الدين
- الحلقة التاسعة:لا تتركني اموت
  - يحاول الأطباء أنقاذ زملاءئهم الأخرين فيتولي د .خالد ود. هدى حالة د. جلال ويتولي د. إبراهيم والأطباء الشباب حالة د. سليم بينما يتولي د. تامر ود.نجوى حالة د. د.منيرة ويتولى د. هشام ود. أمير حالة مريض أخر وترتبك د. ليلى فتخرج من العمليات مع د. عمرو وترفض د. ماجدة طلب د. عمرو بالعودة للعمل في الوقت الحالي وتنتهى الحلقة بوفاة د. منيرة
  - ضيوف الحلقة: خالد عبد السلام - حمدي السخاوي
- الحلقة العاشرة:قليل جدا ومتأخر جدا
  - يتهرب د. خالد من د. يمني فتطلب الطلاق منه وتطلب د. ماجدة من د. هشام ترك المريضة مها أو أخذ فترة راحة فيقبل ويتهرب من المريضة وتوافق د. ماجدة على عودة د. عمرو للعمل مرة أخرى ويخبر د. سليم الضابط انه والد طفل منيرة ويسنمر د. جلال في الغيبوبة وتحاول د. نجوى لفت نظر د. عائشة لد. يوسف فتثور في وجهها ثم تذهب لتعتذر لها ، ويتعتذر د. إبراهيم عن قبول د. شذى للأوبرا ثم يذهب إلي الأوبرا فيجدها مع د. أمير
  - ضيوف الحلقة: خالد عبد السلام - داليا إبراهيم
- الحلقة الحادية عشر:الحفلة
  - يطلب أ. مجدى الخروج مع د. هدى ويتحدث د. تامر مع د. إبراهيم حول د. شذى ويتحدث د. أمير مع د. هشام حول د. سليم وترفض الممرضات طلب عزيزة تمريض د. سليم وتأتي والدة مها بكونسلتو طبي لمعرفة أسباب مرض أبنتها ويتحدث د. خالد مع د. تامر حول د. شذى وتغار د. عائشة من تقرب د. يوسف لد. هدى ولكنه يذهب إليه ويغازلها ويطلب د. إبراهيم من سمر الانفصال وتطلب د. نجوى رأي د. تامر في د. خالد وينقذ د. سليم د. جلال من توقف قلبه وتدعو د. نجوى د. تامر ود. خالد لحفلة في بيتها لإراحة نفسهم فيذهبوا لها ويعتذر د. يوسف لد. هدى عن أهماله له ويخبره بحبه لها فترتبك د. هدى ولا تستطيع الرد وتدهور حالة المريضة مها فيتدخل د. هشام ويتوتر د. عمرو بعد سقوط صينية أثناء عشائه مع د. ليلى وتعجب صديقات د. نجوى بد. تامر ود. خالد
  - ضيوف الحلقة:نبيل نور الدين - وفاء سالم - داليا إبراهيم - عبير رفعت - جيهان أنور
- الحلقة الثانية عشر:تغيرات
  - يحدث حريق في إستديو تصوير لفرقة موسيقية يأتي د. عمرو لإصطحاب د. ليلى من منزلها فتغضب سلوى أختها لذلك ويحاول د.سليم الاعتذار لد. إبراهيم بخصوص ما حدث ويطلب د. هشام مساعدة د. نجوى في حالة المريضة مها مقابل أن يخبرها عن د. خالد ويذهب د. تامر لد. جلال للاعتذار له وهو في الغيبوبة وتأتي مربية أولاد تامر لكي تطلب من خالد المساعدة وتستغرب د. ماجدة من رغبة د. إبراهيم في استمرار د.أمير رغم عيوبه ويستمر غموض ابن الممرضة عزيزه مع صديقه ويأتي د. رامي زائرا للمستشفى وتنتهى الحلقة بموت د. جلال وبكاء د. خالد ود. سليم عليه
  - ضيوف الحلقة: عزة بهاء - - جيهان أنور
- الحلقة الثالثة عشر:عاتبني أو سامحني
  - يأتي د. سليم للعزاء في د. جلال فيسلم عليه د. تامر مضطرا وترفض د. هدى السير مع د. يوسف وتخبر د. شذى د. إبراهيم أنها أضطرت لقبول مجيي د. أمير للأوبرا ويضطرب د. أمير في علاج مريض ويضطرب د. عمرو أثناء عملية مع د. ليلى وتطلب د. ليلى من د. عمرو الذهاب لطبيب نفسي وتكتشف د. ماجدة كذب د. هشام ود. نجوى بخصوص حالة المريضة مها فتقوم بتأنيبهم ويستمر اضطراب د. أمير في عمله فينبه د. إبراهيم فيقوم بتعينفه وتذهب د. نجوى لد. سليم للتحدث معه فيقوم بطردها ويذهب أ. مجدى لزيارة د. هدى في المستشفى فتهرب من الحديث معه وتهرب مربية أولاد د. تامر من المستشفى بعد سرقتها لبعض الأدوية المخدرة ويذهب د. إبراهيم لمنزل د. أمير فيقوم والده بطرده ويذهب د. تامر لزيارة خاله الأخر هاني في السجن ليخبره بوفاة د. جلال
  - ضيوف الحلقة:وفاء سالم - داليا إبراهيم - نبيل نور الدين - إميل هاني - محمد محمود - جيهان أنور
- الحلقة الرابعة عشر:خالي كل حياتي
  - يذهب د. تامر للحديث مع محمود أخو د. منيرة في السجن ويقوم د. تامر بإجراء خياطة لمريض وتكتشف الممرضة عزيزة لسرقة ياسمين مربية أولاد تامر وهروبها، وتتحدث د. عائشة ود. شذى ود. يوسف ود. تامر مع الكاتب الشهير المريض ويتشاجر د. سليم مع د. عمورة أثناء العملية وترفض د. ليلى طلب أختها سلوى ومعتز طليقها لرية إبنتها ويطلب د. عمرو الزواج من د. ليلى ولكن تطلب تأجيل القرار ثم توافق ووتحدث د. ماجدة مع د. إبراهيم حول د. أمير ويهدد د. أمير د. شذى بفضحها عند د. أبراهيم
  - ضيوف الحلقة: أسامة عباس - عزة بهاء
- الحلقة الخامسة عشر:أمل
  - يقوم د.يوسف ود.عائشة باعلانه خطبهم في المستشفى ويرتبك د. عمرو أثناء إجراء عملية ويغضب من حديث د. ليلى له وطلبها منه بزيارة طبيب نفسي ثم يعتذر لها ويحذر د.أمير د. عائشة من استمرار اعجاب د. شذى بد. إبراهيم وينسحب د. عمرو أثناء إجراء عملية وتعود ياسمين مربية اولاد تامر للمستشفى مرة أخرى وتقوم مشاجرة في المستشفى بين بعض أقارب مرضى يصاب بها بعض أفراد الأمن والنزلاء وينجح تامر في إجراء عملية ياسمين ويحاول د.خالد ود. تامر الكشف عن محمد حسين وتكتشف عزيزة ما يفعله ابنها
  - ضيوف الحلقة: يوسف العسال - جيهان أنور
- الحلقة السادسة عشر:العائلة أولا
  - تغيب د. شذى عن درس د. إبراهيم وتغضب والدة المريضة مها من رعاية د. هشام لإبنتها وتخبر د. شذى د. عاشئة بإنها لن تقترب من د. إبراهيم مججدا ولن تحضر دروسه ثانيا ويخبر د. إبراهيم والممرضة حنان محمد حسين بضرورة عمل فحوصات فيثور عليهم ويرفع د. معتز قضية على د. ليلى لكي يرى إبنته، وتسأل د. نجوي د. خالد عن رأيه فيها فيفشل في الرد فتغضب منه وتصل تحاليل المريضة مها بنتائج سلبية فيخبر د. هشام والدتها بأنه سوف يفعل المستحيل لعلاجها ويأمر د. إبراهيم د. أمير أن عليه أن يقوم بإجراء العملية وحده دون مساعدة د. إبراهيم ويحاول د. هشام ان يعرف سبب توتر د. هدى دون جدوى ويخبر د. تامر د. خالد بطريقة التعامل مع د. نجوى ويطلب د. سليم مساعدة من د. عمرو اثناء عملية وينجح فيها فيشكر د. عمرو د. سليم ويحاول د. يوسف الحديث مع د. هدى فتصده ويعتذر د. يوسف عن الخروج مع د. عائشة وتذهب د. شذى للاعتذار والحديث مع د. إبراهيم
  - ضيوف الحلقة:لطفي لبيب - داليا إبراهيم - وفاء سالم - عزة بهاء
- الحلقة السابعة عشر:كيف يرانا الأخرون
  - يخبر د. هشام د. ماجدة بحالة المريضة مها فتخبره ثانيا بالابتعاد عنها ثم توافق ويحاول د. عمرو مساعدة د. ليلى في مشكلتها ويطلب د. أمير مرافقة د. شذى في الأوبرا مجددا ولكنها ترفض ويطلب د. خالد من د. إبراهيم إجراء العملية مع د. نجوى بدلا منه فيوافق ويرى د. إبراهيم د. أمير وهو يمسك يد د. شذى يغضب فتذهب د. شذى للاعتذار منه ويصالح د. خالد د. نجوى ويأتي أ. مجدي لمقابلة والحديث مع د. هدى فلا تستطيع الإجابة ويحتد د. يوسف في الحديث مع د. عائشة ثم يذهب للاعتذار منها وتحاول ممرضة التحدث مع د. هشام فينهرها وتذهب د. شذى لبيت د. إبراهيم للحديث معه وتخبره بحبها له ويطلب أبو عبد الله صاحب المستشفى رأي د. سليم في إدارة د. ماجدة ويطلب والد خالد الذهاب مجددا لمستشفى مسنين ويذهب أبن الممرضة عزيزة إلي زعيم الجماعة المتطرفة والذي سبق أن حاول أغتيال د. عمرو ويأخذ د. سليم الممرضة التي نهرها معه في سيارته بعد خروجها
  - ضيوف الحلقة:نبيل نور الدين - لطفي لبيب - محمد الشقنقيري - حبيب غلوم - جيهان أنور - ياسر صادق
- الحلقة الثامنة عشر:اكتشاف
  - يذهب أبو عبد الله الثري لد. رامي لكي يسأله أمكانيه أن يدير المستشفى، ويحاول د. خالد أن يغازل د. نجوى بعد حديث د.عمرو له، ويسأل د. هشام حل لمها من د. هشام فتقترح د. شذى ويكون هو الحل الصحيح فيذهب د. خالد لإخبار د. ماجدة بذلك، ويطلب د. إبراهيم الخروج في رحلة مع د. شذى فتوافق على الفور وتخبر د. ليلى د. عمرو بصعوبة زواجهم ويأمر د. أمير د. شذى بالذهاب معه في رحلة دون أن يعطيها حق الرد، وتأتي حالة مريضة لد. ليلى فتخبر د. ليلى بأنها حامل وترغب في الطلاق مثل ظرف د. ليلى تماما، ويخبر د. تامر د. عمرو بالمحاولة مرة أخرى مع د. ليلى وتطلب د. عائشة من د. شذى الموافقة على طلب د. أمير، ويخبر د. هشام د. نجوى بمرض مها المستعصي وقرب وفاتها، وتوافق د. عائشة على د. طلب د. يوسف بتأجيل الخطوبة لمدة شهر وتأتي رسالة من أبو عبد الله بتعيين د. سليم مدير للمستشفى فيحاول أن يتحدث مع زملائوه فيتركوه وحده، وتذهب الممرضة عزيزة للحديث مع د ماجدة، وتضطر د. شذى لموافة أمر د. أمير، ويأخذ د. سليم أحد الحقن المخدرة، وتحاول مها الاستعلام عن حالتها من د. هشام ولكنه يتهرب، وتنتهي الحلقة بظهور نتيجة محمد حسين وهي إصابته بمرض اللوكيميا فيطلب د. تامر عودة د. خالد على الفور لإخباره
  - ضيوف الحلقة:حبيب غلوم - داليا إبراهيم
- الحلقة التاسعة عشر:لمن أقول .. وماذا أقول
  - يرفض د. تامر أخبار الممرضة حنان بحالة محمد حسين ويتحدث الأطباء في تعيين د. سليم مديرا وتتحدث د. عائشة مع د. شذى حول تأجيل خطبتها، ويتعصب د. خالد على د. ماجدة ود. هدي بخصوص تعيين د. سليم، وترفض د. هدى دخول د. يوسف معها هي ود. عمرو أثناء أجراء عملية، ويطلب د. عمرو من أبو عبد الله تنحي د. ماجدة من منصب نائب المدير فيوافق أبو عبد اله ويقترح د. رامي فيوافق د. عمرو، وتتحدث سلوى مع أختها د. ليلى حول أمكانية رجوعها لطليقها د. معتز، ويخبر د. سليم محمد حسين بإصابته بالسرطان، ويتحدث د. تامر ود. خالد ود. إبراهيم حول د. شذى، وتحاول د. شذى التحدث مع د. يوسف حول تأجيل خطبتهم، ويوضح د. تامر لد. خالد ود. إبراهيم حقيقة حبهم وكيفية تعاملهم مع د. نجوى ود. شذى، ويحاول أمير الجماعة المطترفة أقناع صديق أبن الممرضة عزيزة بضمه إليهم، ويحاول الأطباء معرفة رأي د. تامر في تعين د. سليم فيقوم بإفحامهم
  - ضيوف الحلقة:حبيب غلوم - عزة بهاء - محمد الشقنقيري
- الحلقة العشرون:لتحكي الحكاية
  - يتحدث د. سليم مع د. تامر ولكنه يتركه ويغادر ويذهب د. هشام للحديث مع أخيه حسام والذي يتحدث إليه ويطرده ويطلب منه عدم لقائه ثانيا ويذهب د. يوسف للحديث مع د. هدى في بيتها ولكنها تطرده، ويعود محمد حسين لعمله رغم مرضة فتنهار الممرضة حنان في البكاء وتاتي هدية لد. إبراهيم من د. شذى ثم تطلب رأيه فيخبرها بتأجيل رأيه، ويطلب د. عمرو الزواج مرة أخرى من د. ليلى ولكنها تطلب تأجيل الموافقة، ويخبر د. هشام المريضة مها بحالتها وصعوبتها فتخبره أنها تثق فيه، وترفض د. هدى الحديث مجددا مع د. يوسف بينما يتهرب هو من الحديث مع د. عائشة، وتخبر الممرضة عزيزة الممرضة حنان بضرورة تجاوز حالة محمد حسين الصحية، ويذهب د. عمرو إلي الطبيب النفسي ولكن يفشل في الحديث معه، ويدخل د. سليم لمعاونة د. إبراهيم ود. خالد في العملية فيخبروه بالذهاب لمعاونة د. تامر الذي يغادر العملية فور دخول د. سليم، ويتحدث د. تامر لد. ليلى في محاولة مساعدتها للإتخاذ قرار بخصوص د. عمروـ وتحاول د. نجوى أيجاد حل لمها، ويخبر د. إبراهيم د. شذى أنه رأي الهدية وأعجبته
  - ضيوف الحلقة: سعيد صديق - ياسر صادق
- الحلقة الواحد وعشرون:خائف
  - تذهب الممرضة حنان للإطمئنان على محمد حسين، وتسأل الممرضة عزيزة د. ماجدة هل ستترك المسشتفى أم لا ولكن د. ماجدة تؤجل ردها، ويستمر غموض د. يوسف بخصوص د. عائشة ولكنه يطلب منها الصبر، وتخبر د. هدى الممرضة عزيزة وأمال بحالة مرض د. ليلى، يطلب د. خالد من د. تامر أن يجس نبض د. نجوى تجاهه، يأخذ د. هشام المريضة مها في جولة بالمستشفى، ويأتي د. عمرو للمستشفى سعيد، يأمر د. إبراهيم د. يوسف ود. أمير بالانضمام معه للعملية، يأتي د. رامي للمستشفى لكي يمارس مهامه ومازال د. يوسف يتهرب من د. عائشة، يفشل د. تامر في الحديث مع د. نجوى، وتحرج أحد المريضات د. سليم أثناء محاولة مغازلتها، ويتصارح د. إبراهيم ود. شذى بحبهما لبعض، يستمر بكاء الممرضة حنان على محمد حسين
  - ضيوف الحلقة: داليا إبراهيم
- الحلقة الثانية وعشرون:أختيار أم
  - تخبر الممرضة عزيزة د. نجوى بما حدث لإبنها فتقوم د. نجوى بالحديث مع د. عمرو مما يغضب الممرضة عزيزة، وجائت والدة محمد حسين للإطمئنان عليه، ويحاول د. عمرو الحديث مع الممرضة آمال فتصده هي الأخرى، تستمر ذهول د. عائشة من د. يوسف وتقبل د. شذى دعوة د. إبراهيم على العشاء، ترى والدة محمد حسين إبنها في الرعاية المركزة، تتصل المصحة النفسية التي يقيم بها أخو د. هشام به بسبب محاولة أخو د. هشام الانتحار، ترفض د. هدى أخبار د. ليلى بحقيقة مرضها، يرى د. سليم د. إبراهيم وهو يمسك يد د. شذى فيقوم بتنبيه لذلك فيقوم د. إبراهيم بالرد عليه حياته الشخصية ليست من شأن أحد، يحاول د. رامي معرفة كيف ستكون حياة د. خالد بعد د. يمنى، يحاول د. يوسف الحديث مجددا مع د. هدى وإخباره بحبها، ترى د. شذى د. هدى ود. يوسف وهم يخرجان سويا من أحد الحجرات الخالية، يأخذ د. سليم حقنة مخدر مرة أخرى، يخبر الطبيب النفسي د. هشام بعدم أفضلية زيارة شقيقه مجددا، تكتشف الممرضة آمال الجقنة المخدرة التي يتعاطا د. سليم بعد خروجه من غرفته، تنسحب د. شذى من العشاء مع د. إبراهيم بعد طلبه معرفة أي سر من أسرارها، ينتظر د. تامر د. نجوى بعد خروجها لتوصيلها لمنزلها ولكنها تذهب مع د. تامر
  - ضيوف الحلقة: ثريا إبراهيم - داليا إبراهيم - تميم عبده
- الحلقة الثالثة وعشرون:ولكني احبها
  - تحاول مها إيجاد حل لمشكلة د. هشام، تعطي الممرضة آمال جدو النباطشيات لد. سليم ويطلب منها إبلاغ الأطباء برغبته في الاجتماع بهم كلهم، تأتي سلوى أخت د. ليلى لمحاولة أقناع د. ليلى بالعودة مرة أخرى لطليقها د. معتز، تطلب الممرضة آمال من د. شذى إبلاغ د. عائشة من موقف د. يوسف، يتحدث د. نجوى مع د. خالد حول مشكلة د. هشام، يتحدث د. تامر مع مشكلته بخصوص د. خالد ود. نجوى مع أحد المرضى، ما زال د. عمرو يغازل د. ليلى، يرتبك د. سليم في أحد العمليات مع د. إبراهيم، يتحدث مهدى زوج مريضة رانيا مع د. خالد حول ضربه لزوجته بسبب الغيرة المستمرة، يحكي د. عمرو للمرضة عزيزة بعد ذكرياته مع الجماعة المتطرفة ويطلب منه إبلاع الشرطة، يذهب مهدى زوج المريضة للاعتذار منها فتطلب منه الطلاق فورا، وتنتهي الحلقة بإتصال د. عمرو بأحد أفراد الشرطة
  - ضيوف الحلقة: داليا إبراهيم - عزة بهاء - محمد أبو داوود - حورية فرغلي
- الحلقة الرابعة والعشرون:موعد على العشاء
  - يتحدث د. إبراهيم مع د. سليم لحل مشكلته، تخفى د. شذى ما قاله د. يوسف لد. عائشة فتأنبها الممرضة آمال على ذلك، يقوم د. هشام بالانفعال على أحد المرضي فيحاول د. خالد أن يهدئ من غضبه ظنا أنها مشكلة مها ولكن هشام يخبرها أنه ليست كذلك، تفشل الممرضة آمال في إخبار د. ليلى بحالتها بعد طلبها ذلك من الممرضة عزية، يرفض د. سليم تعديل جدول الممرضات، تكتشف د. ليلى حقيقة مرضها بعد قراءة حالتها من المعمل، وتتهرب د. ليلى من الجديث مع د. يوسف ود. إبراهيم وكذلك مع د. عائشة بخصوص د. يوسف، يطلب د. خالد الخروج للعشاء مع د. نجوى ، يطلب د. أمير الارتباط من د. شذى ويطلب منها الاعتذار، يحاول د. إبراهيم حل مشكلة د. يوسف، يذهب أ. مجدى لمنزل د. هدى لطلب الزواج منها، يعرف د. خالد المزيد عن د. نجوى، تنتهي الحلقة بذهاب المقدم عامر إلي الممرضة عزيزة وإبنها سيد لتحذيرهم من المتطرفين
  - ضيوف الحلفة: نبيل نور الدين -هشام عبد الله
- الحلقة الخامسة والعشرون: وعود
  - يتحدث أيمن عضو الجماعة المتطرفة لجماعته بخصوص تجنيد سيد أبن الممرضة عزيزة وأبن الممرضة أمال، تتحدث الممرضات لد. عمرو بخصوص جدول العمل، تاتي سلوى أخت د. ليلى لكي تطلب منها التفكير مرة أخرى في العودة لطليقها د. معتز، ياتي أ. مجدي لطلب الزواج من د. هدى مرة أخرى فتوافق، تصيح الممرضة عزيزة في د. عمرو لأنه أبلغ الشرطة على أبنها، يتحدث د. خالد ود. عمرو ود. في حالة محمد حسين وقرب وفاته، يتحدث د. هشام مع مها بخصوص أخيه المريض ويتصارحان بحبهما لبعض، يخبر د. عمرو د. ليلى بحبه وإصراره على الزواج منها رغم أنه لن تنجب مجددا، يعود محمد حسين لعمله ويصر على ذلك، يعطي د. رامي الممرضات جدول عمل جديد، يأخذ د. هشام د. تامر للمصحة النفسية التي بها سامح أخوه ويصارحه بكل ما فعله بأخيه، وتخبر د. شذى د. عائشة بأن د. أمير ود. إبراهيم طلبوها للزواج، يهدى أ. مجدى د. هدى سيارة ويتحدث معها د. يوسف فيفجأة بدخول أ. مجدى عليهم فيرجع د. يوسف غاضبا دون الرد على د. عائشة، وتكتشف الممرضة عزيزة وجود أبنها في مقهى أنترنت لمتابعة الجماعة المتطرفة، يفشل د. خالد في الحديث مع د. نجوى، وتنتهى الحلقة بجلوس د. شذى ود. ليلى ود. هدى منفردات صامتات لكي يفكروا في مشاكلهم
  - ضيوف الحلفة: محمد الشقنقيري - نبيل نور الدين - عزة بهاء - داليا إبراهيم - تميم عبده - ياسر صادق
- الحلقة السادسة والعشرون: لا أستطيع أن أنساها
  - يخبر د. خالد د. هشام فشله في الحديث لد. نجوى، يتشاجر د. تامر ود. سليم أمام أحد المرضى، تعتذر الممرضة عزيزة لد. عمرو وتطلب مساعدته، يتشاجر د. أمير مع والده، تتحدث د. ليلى مع د. تامر بخصوص موقفها مع د. عمرو ود. معتز فينصحها، يتحدث د. يوسف لد. هدى ثانية لتوضيح موقف وحبه لها، تطلب د. ليلى من د. هدى مساعدتها في حالتها، تقوم د. عائشة بطلب د. شذى لقطع حديثها مع د. أمير، تخبر د. هدى د. يوسف باستحالة زواجها منه لوجود د. عائشة في حياته، تذهب الممرضة حنان بالأكل لمحمد حسين في حجرته فيقوم بتوبخيها ثم شكرها، تطلب د. ليلى من أختها سلوى أخبار طليقها د. معتز باستحالة العودة إليه
  - ضيوف الحلقة: عزة بهاء - داليا إبراهيم - محمد محمود
- الحلقة السابعة والعشرون:لنساعد بعضنا
  - يذهب د.عمرو للتحدث مع ابن الممرضة عزيزة، يذهب د.هشام للاطمئنان على أخيه، يتجادل د. رامي ود. خالد بخصوص د. سليم، تساعد الممرضة حنان محمد حسين وقت علاجه، يحاول د. إبراهيم ايجاد حل لدرجة. شذى ، تطلب المريضة مها د. هشام ولكن الممرضة امينة تخبرها بعدم وصوله، تشك د. عائشة في نظرات د. يوسف لد. هدى ولكن د. شذى تطمنها، تطلب. ليلى الابتعاد عن د. عمرو لفترة بدون سبب، يتحدث د. خالد لمحمد حسين بخصوص مرضه، تتحدث د.هدى مع د. ليلى بخصوص مرضها، يحاول د. أمير التحدث لد. شذى ولكنه تتركه، يغار د. يوسف من تعامل د. عائشة مع مريض صديق قديم لها فتعتذر له ثم تذهب لتشكر صديقها على مساعدته، يقوم د. عمرو بقطع قدم مريض بعد الحاح من د. أمير، تعلن د. ليلى موافقة على الارتباط مع د. عمرو أمام كل الأطباء ، يتشاجر د. أمير مع والده مجددا، يتحدث د. خالد لد. نجوى بخصوص د. يمنى ويحاول ان يعتذر لها
  - ضيوف الحلقة: تميم عبده - داليا إبراهيم - محمد محمود - ياسر صادق
- الحلقة الثامنة والعشرون:أريد أن أصدق
  - يذهب سيد أبن الممرضة عزيزة لأيمن أمير الجماعة المتطرفة ثم يكذب على والدته بشأن ذهابه لهم، وتخبر مها د. هشام بان يظل متمسكا بالأمل حتي لو ماتت، تطلب د. ليلى من د. عمرو أن يظل معها حتي النهاية فيعدها بذلك، يتحدث مجمد حسين والممرضة حنان عن تاريخهم سويا، تشكر الممرضة عزيزة د. عمرو لمساعدته لإبنتها، تأتي حالة حرق لأحد الخادمات وتقوم سيدتها بمغزالة د. سليم فيطلب ان يقابلها في منزله فتوافق، تطلب د. عائشة من د. شذى الذهاب للتسوق معها ولكنها ترفض لخروجها مع د. إبراهيم، تعطي الممرضة آمال بعض النصائح لد. ليلى فتتقبلها شاكرة، يطرد د. خالد د. سليم من أحد العمليات نتيجة لاهتزاز يده فيؤيده د. عمرو ود. رامي في ذلك، يأتي أ. مجدي لزيارة د. هدى ومعرفة حقيقة مشاعرها فلا تستطيع الرد، تطلب الممرضة آمال من د. سليم أن يهتم بنفسه، يتحدث د. هشام لأخيه ويعتذر له ثانيا ويطلب أن يسامحه فيسامحه أخيرا، ينهار د. تامر نتيجة لوفاة مريض حالة د. خالد تؤام الحالة التي كانت معه، تتهرب د. شذى كجددا من الحديث مع د. أمير، يتحدث د. تامر للمرضة عزيزة بضرورة وجود شريك له في حياته وحياة أطفاله، يتحدث د. تامر للأخ الحي ويحاول أن يهون عليه، وتخبر الممرضة حنان الممرضة عزيزة بحبها لمحمد حسين فتستغرب لذلك
  - ضيوف الحلقة: محمد الشقنقيري - داليا إبراهيم - جيهان قمري - نبيل نور الدين - ياسر صادق
- الحلقة التاسعة والعشرون:أبواب مفتوحة ... أبواب مغلقة
  - يأتي د. هشام للمستشفى سعيدا ويخبره د. إبراهيم إن بإمكانه ترك العملية والذهاب لمقابلة مها فيذهب إليه ويجدها نائمة، يتحدث د. خالد لأحد المرضى الذي يريد الذهاب لدار مسنين وأبنه يرفض ذلك، تأتي ممثلة كبيرة للمستشفى مصابة في الغدة الدرقية فتواقث على أجراء العملية ثم توافق، يقوم د. هشام بعمل أشعة وفحصوات على المريضة مها، يطلب د. سليم الزواج من سيدة الخادمة بعد أن قضى ليلة معها فترفض فيحكي لها قصته مع د. منيرة ثم يطردها ثم يذهاب لقبر منيرة لزيارتها ثم يقوم بسبها، يستمر المقدم عامر في مراقبة سيد أبن عزيزة، تتحدث د. شذى مع د. إبراهيم حول حبها له منذ رؤيته وحبه القديم لبسمة ثم تخبره بأنها السبب في موت بسمة نتيجة لجرعة خاطئة فيتركها
  - ضيوف الحلقة: جمال إسماعيل - وليد فواز - داليا إبراهيم - دلال عبد العزيز - جيهان قمري، هشام عبد الله
- الحلقة الثلاثون: حديث من الماضي
  - يجلس د. إبراهيم في بيته حديثا، وتتحدث د. نجوى ود.هدى حول أ.مجدى ود.خالد ود.تامر وفي نفس الوقت يتحدث د.خالد ود.تامر حول حبهم لد.يمنى ود.نجوى وينصح د.خالد بأن يحاول مرة أخرى مع د.نجوى فيترك غرفة العمليات للحديث معها، يذهب شادي ابن د.إبراهيم لكي يطمئن عليه، وتأتي دز يمني للمستششفى لزيارة محمد حسين، وتخبر الممرضة حنان د.سليم بغياب د.إبراهيم اليوم فيخبرها بأن يعوض د.رامي غيابه، يقنع شادي د.إبراهيم بالعودة للعمل، تتحدث د.يمني لمحمد حسين حول د.خالد والمستشفى، ينصح د.عمرو الممرضة عزيزة بالأتصال بالشرطة بخصوص إبنها سيد فتتصل بالمقدم عمار، وينجح د.تامر في ولادة صعبة لأم ولكن تموت الأم أثناء الولادة فيتذكر د.تامر زوجته، وتحاول الممرضة حنان بتقليد طريقة محمد حسين في الاستقبال ولكن تخبرها الممرضو أمينة بأن ذلك ليس أسلوبها، وتقابل د.يمني د.تامر ود. نجوى ود.خالد فيأخذها لمكان ليتحدث إليها على انفراد، ويتصل د.معتز بد.ليلى ويطلب مقابلتها لأمر خطير، وتذهب الممرضة عزيزة مع المقدم عامر، ويتجهم أ. نبيل على د.تامر لأنه أعتقد أنه السبب في وفاة زوجته، ويعترف د.خالد ود.يمني بحبهما لبعض
  - ضيوف الحلقة: بشري - مجدي صبحي - هشام عبد الله
- الحلقة الواحدة والثلاثون: لابد أبن أحاول
  - تأتي د. ليلى للمستشفى غاضبة بعكس د. عمرو الذي يأتي سعيدا، ويحاول د. تامر أن يتحدث إلي د. نجوى ويرفض د. إبراهيم الحديث لد. شذى، بحدث اضطراب في حالة مها فيطلب د. إبراهيم من د. هشام الخروج من غرفتها ثم يطلب منه كتابة خروج لها، ترفض د. ليلى الحديث مع د. عمرو، تطلب د. شذى من د. عائشة أن تحل محل د. عاشة في العمل، تعتذر سيدة مريضة لأبنتها بالتبني أنها تبنتها فقط لتخدمها وليس لسبب أخر فتغضب البنت وتتركها، تخبر د. ليلى د. عمرو بزيارة د. معتز لها ونصحه لها بسؤال د. عمرو عن الحادثة التي أستقال بسببها، يخبر د. سليم د. خالد أن سيساعده في عملية السيدة المريضة فورا، تخبر د. شذى د. أمير بكرهها له وأتهمته بأنه السبب في ضياع مستقبله وأخبرته أن قالت لد.إبراهيم بحقيقة قتلها لبسمة بالخطأ، يسأل د. خالد د. سليم لماذا قرر أجراء عملية السيدة المريضة على مسئوليته ثم يشكره بعد نجاح العملية، تطلب الممرضة حنان من محمد حسين أن يتقدم للزواج منها، يحاول د. تامر أن يحل مشكلة د. شذى التي تذهب لد.إبراهيم للاعتذار منه، يطلب د. تامر الخروج للعشاء مع د. نجوى فتوافق على الفور، تعود أبنة السيدة بالتبني لتتحدث إليها غاضبة بعد العملية ولكن السيدة تموت دون أن يستطيع د. خالد إنقاذها فيعتذر للبنت، يطلب د. سليم من د. رامي أن يحل محله كمدير للمستشفى حتى يعود من مصحة الأدمان، يتشاجر د. أمير مع والده مجددا ويهدده بانه سيقوم بطرده من المنزل، تأخذ الممرضة حنان محمد حسين للتجول في المستشفى، يسأل أيمن أمير الجماعة المتطرفة صديق سيد عن مدى أستعداد سيد للعملية، يتحدث د. هشام لمها الغائبة عن الوعى ويطلب منها ان لا تتركه
  - ضيوف الحلقة: داليا إبراهيم - تهاني راشد - محمد الشقنقيري - محمد محمود - ميريهان حسين
- الحلقة الثانية والثلاثون: كان علي أن أعرف
  - يخبر د. تامر د. نجوى بحبه لها وهما في المطعم، يطلب د. يوسف الزواج من د. هدى ولكنها ترفض، تتشاجر زوجة والد د. أمير مع والده بسببه فيترك لها المنزل، تخبر الممرضة حنان الممرضة آمال بحبها الشديد وأرتباطها القريب من محمد حسين، يأتي د. خالد للمستشفى سعيدا، يرفض د. إبراهيم الحديث مع د. شذى مجددا، تحاول د. ليلى مجددا معرفة حقيقة ما حدث بين د. معتز ود. عمرو ولكن د. عمرو يتهرب مجددا، تأتي د.يمنى للمستشفى وتحاول أن تنصرف سريعا فتخبر الممرضات د.ليلى بوجودها فتحاول ان تتحدث معها، وتموت المريضة مها دون أن يستطيع د. خالد أنقاذها فتخبر والدتها د. هشام أنها أصبح أبنها من اليوم، تشاهد د. عائشة حديث د. يوسف مع د. هدى التي تخبره بحقيقته الخبيثة، يحاول محمد حسين الهروب من زواجه من الممرضة حنان ولكنها تصر على ذلك وتحضر لها لممرضات عدة هدايا لذلك، تنجح عملية صعبة في وجود د. إبراهيم ود.شذى ود. سليم ود. خالد، يأتي سامح أخو د. هشام للمستشفى، لتعزيته، تتهرب د. عائشة من الحديث مع د. يوسف، يتصل د. عمرو بد. معتز لتهديده وتحذيره من الاقتراب من د. ليلى، تخبر د. هدى أ. مجدى بأن لها حب أخر سابق، توافق د. نجوى على دعوة د. تامر للعشاء في منزله مع أبنائه، يحاول د. أمير الحديث إلي د. سليم ولكن يطلب منه تأجيلها للغد، تخبر د. عائشة د. يوسف باستحالة إتمام زواجهم، تخبر د. هدى أ. مجدى باستحالة زواجهم بعد عودته ليسامحها، يخبر د. سليم جميع الأطباء بسفره وغيباه لفترة ويطلب منهم مساعدة د. رامي في مهامه، تخبر د. يمنى د. خالد بموافقتها على محاولة أخرى للعيش سويا، يقتل د. أمير والده بعد مشاجرة بينهم، تحتفل كل المستشفى بزواج محمد حسين من أمال، وتنتهي الحلقة والجزء بتفجير سيد أبن عزيزة نفسه في المستشفى امام وتموت الممرضة أمال بين ذراعي الممرضة عزيزة
  - ضيوف الحلقة: داليا إبراهيم - وفاء سالم - محمد محمود -بشري - نبيل نور الدين - محمد الشقنقيري - ياسر صادق - ثريا إبراهيم